# Rangers Football Club
Pour les articles homonymes, voir Rangers.
Ne pas confondre avec Celtic Football Club, un autre club de football basé à Glasgow et rival de celui-ci.
Maillots
Actualités
Rangers Football Club, communément appelé « Glasgow Rangers » par erreur en France, est un club écossais de football, fondé en mars 1872 à Glasgow.
Il fait partie des dix fondateurs de la Scottish Football League et du premier championnat d'Écosse en 1890. Les Gers évoluent sans discontinuité en première division du championnat jusqu'en 2012, un record qu'ils partagent alors avec le Celtic, leur grand rival avec lequel ils s'affrontent lors du Old Firm. Le club remporte en 2021 le championnat d'Écosse pour la 55e fois, auquel il faut ajouter 34 Coupes d'Écosse et 28 Coupes de la Ligue écossaise. En 1961, il est le premier club britannique à atteindre une finale de compétition européenne, à savoir la Coupe des vainqueurs de coupe, qu'il remporte finalement en 1972. En 2008 et 2022 le club atteint la finale de la Coupe de l'UEFA.
Le club est résident de l'Ibrox Stadium, communément appelé Ibrox Park, un stade moderne de 50 817 places. Ses terrains d'entraînement se trouvent au complexe de Murray Park, l'un des plus modernes au monde, construit en 2001 et qui aurait coûté 14 millions de livres.
En février 2012, le club demande à être placé en redressement judiciaire dans l'attente du jugement d'une affaire qui l'oppose au fisc britannique, HM Revenue and Customs. Conduit à la liquidation, le club vend ses actifs, dont le stade et Murray Park, à un consortium mené par Charles Green, baptisé Newco Rangers (en). Le club est exclu du championnat du fait de l'importance de ses dettes auprès du fisc britannique et devra évoluer en division 4 pour la saison 2012-2013. Le 30 mars 2013, à cinq matchs du terme du championnat, les Rangers s'assurent le titre de champion de quatrième division et la montée en troisième division pour la saison 2013-2014. À la fin de la saison 2013-2014, ils montent en D2. Toutefois, pour la saison 2014-2015 en D2, ils sont barrés par Heart of Midlothian dans ce Scottish Championship et ne peuvent accéder au Scottish Premiership qui correspond à la première division. Il faut attendre la saison suivante (2015-2016) pour voir le club assurer sa remontée dans l'élite du foot écossais après quatre ans de purgatoire. Ces saisons dans les divisions inférieures lui permettent toutefois de remporter les titres de champion de D4, D3 et D2, ce qui fait des Rangers le seul club à avoir remporté tous les trophées domestiques du football écossais.

## Histoire

### Fondation (mars 1872)

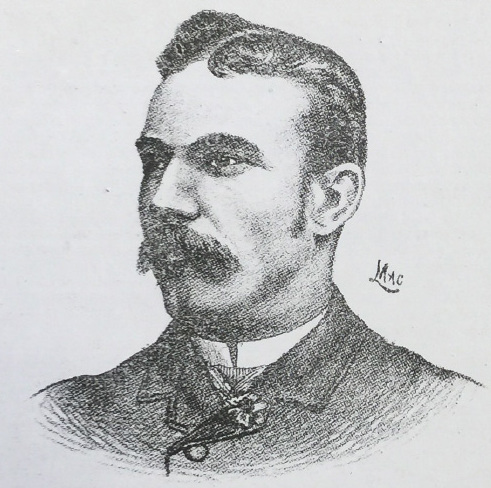
William McBeathn l'un des fondateurs du club.

Les Rangers ont été formés par les frères Moses McNeil et Peter McNeil, Peter Campbell et William McBeath, qui se sont rencontrés dans West End Park (maintenant connu sous le nom Kelvingrove Park) en mars 1872. Le premier match des Rangers, en mai de cette année, fut un match nul 0-0 avec Callander au Glasgow Green. David Hill (en) était également un membre fondateur. En 1873, le club tient sa première réunion annuelle et le personnel a été élu.

### Les débuts (1872-1920)

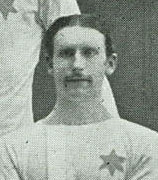
Moses McNeil ici sous le maillot des Rangers.

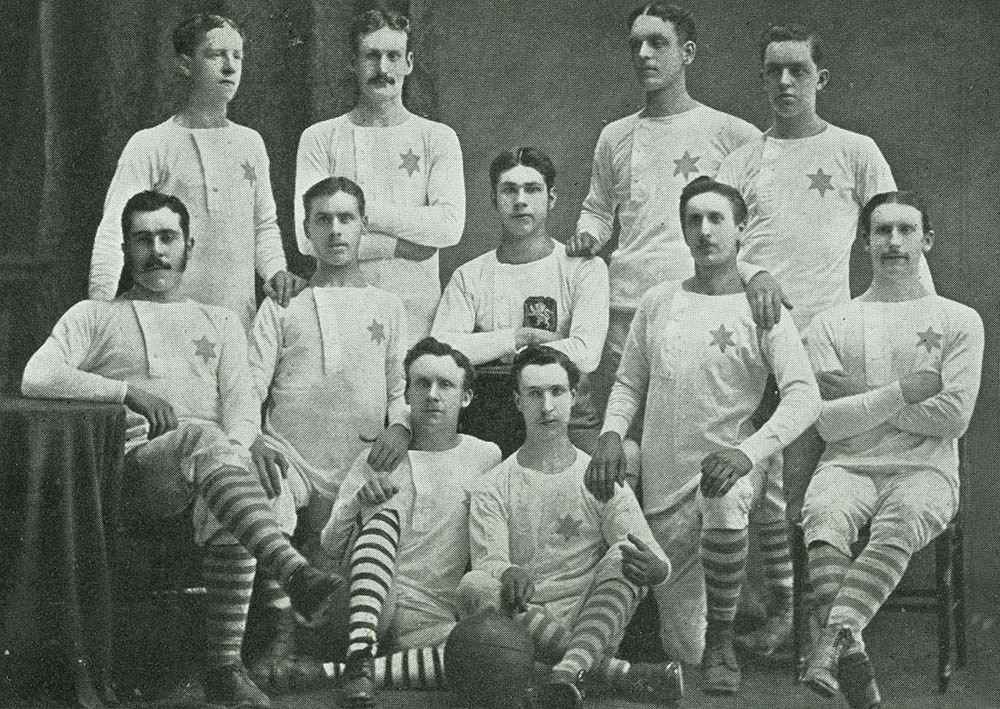
L'équipe des Rangers en 1877.

Moses McNeil devient en 1876 le premier international des Rangers lors d'un match entre l'Écosse et le Pays de Galles. L'année suivante, ils participent à leur première finale de Coupe d'Écosse pour sa quatrième édition. Il fallut trois matchs pour désigner le vainqueur. Après des nuls 0-0 et 1-1, Vale of Leven l'emporte 3-2. Deux ans plus tard, nouvelle finale de la Coupe d'Écosse, nouvel affrontement face au Vale of Leven FC et nouveau match nul (1-1). Mais les Light Blues refuseront de rejouer le match, outrés par une erreur d'arbitrage. Vale of Leven est déclaré gagnant. Les Rangers devront attendre 15 ans pour jouer une nouvelle finale et enfin brandir le trophée. Pour l'anecdote, ils atteindront tout de même entre-temps la demi-finale de la FA Cup anglaise en 1887.
Le premier derby entre les Rangers et le Celtic (plus tard nommé Old Firm) a lieu en mai 1888. Le Celtic FC remporte ce qui était son premier match par 5 buts à 2. Le club prend ensuite part au premier championnat d'Écosse de football en 1890-1891. Ils obtiennent le titre lors de cette première saison même s'il est partagé avec Dumbarton.
Trois années plus tard, en 1894, le club remporte pour la première fois la Scottish Cup lors d'une victoire 3-1 face au Celtic.
Après huit saisons sans remporter le championnat, les Rangers remportent de nouveau la compétition en 1899 et à cette occasion réalisent un exploit qu'aucune équipe de première division au monde n'a jamais égalé : 100 % de victoires (18 matchs, 18 victoires, 79 buts marqués). La même année, les Rangers quittent leur ancien terrain l'Ibrox Park et emménagent dans l'Ibrox Stadium qui vient d'être ouvert et nomment William Wilton au poste d'entraîneur.
Ce fut le début de leur première série de titres de champions avec quatre titres consécutifs.
Sous la direction de Wilton, le club remporte huit championnat d'Écosse et une coupe d'Écosse entre 1899 et 1920, l'année de son décès dans un accident de bateau.
Wilton est alors remplacé par son adjoint Bill Struth dont le travail va permettre aux Gers de se stabiliser au sommet du football écossais.

### L'ère Bill Struth (1920-1954)
Cette période marque une domination presque sans partage des Rangers sur le football écossais.
Bill Struth sera à la tête de l'équipe durant 34 ans et remportera 18 championnats, 10 coupes d'Écosse et 2 coupes de la Ligue.
À la fin de la saison 1927-1928 devant 118 115 supporters, les Rangers l'emportent 4-0 face à leurs rivaux du Celtic et ramènent la  Scottish Cup à l'Ibrox pour la première fois depuis 25 ans.

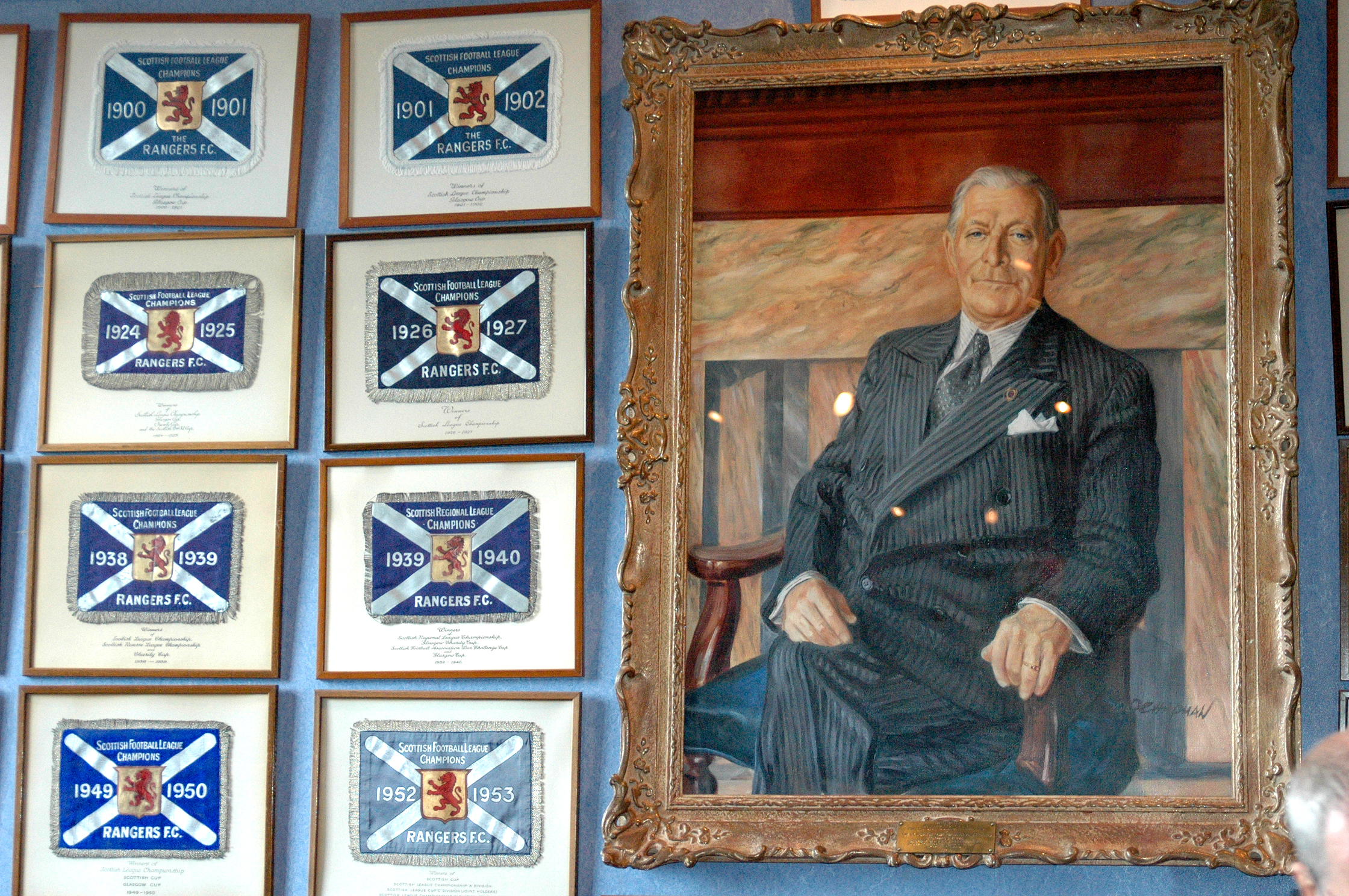
Portrait de Bill Struth dans la salle des trophées.

Trois jours plus tard, face à  Kilmarnock, une victoire 5-1 permet aux Rangers d'accomplir le premier doublé de leur histoire. L'équipe parviendra à conserver son titre de champion durant encore trois années.
Lors de la saison 1931-1932, les Rangers marquent un nombre record de buts en championnat (118 buts en 38 rencontres) mais échouent à remporter le championnat en terminant second derrière  Motherwell.
Les 118 567 spectateurs du Old Firm du 2 janvier 1939 à l'Ibrox Stadium constituent le record absolu pour un match de championnat de football en Grande-Bretagne.
Toutefois, le record pour un match des Light Blues est de 132 870 spectateurs pour la finale de la Coupe d'Écosse de football 1969 au Hampden Park.
Quelques mois plus tard, le championnat écossais est suspendu à la suite du déclenchement de la Seconde Guerre mondiale.

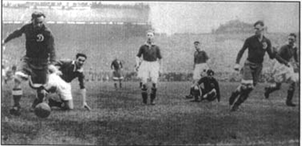
Les Rangers face au Dynamo Moscou à l'Ibrox en novembre 1945.

Au retour du football durant l'hiver 1946 Struth est toujours à la tête du club et une nouvelle compétition vit le jour : la  Scottish League Cup. Les Rangers prennent part à la première finale face à  Aberdeen et l'emportent 4-0. Ils remportent également le premier championnat d'après guerre.
La saison 1948-1949 est encore à ce jour considérée comme la plus grande saison de l'histoire du club. Les Rangers sont devenus la première équipe d'Écosse à remporter le triplé domestique : Championnat-Coupe-Coupe de la Ligue.
En 1954, après 34 ans à la tête du club, Struth décida de passer la main et le club nomma Scot Symon comme manager.

### Les années Symon et premières participations en Coupe d'Europe

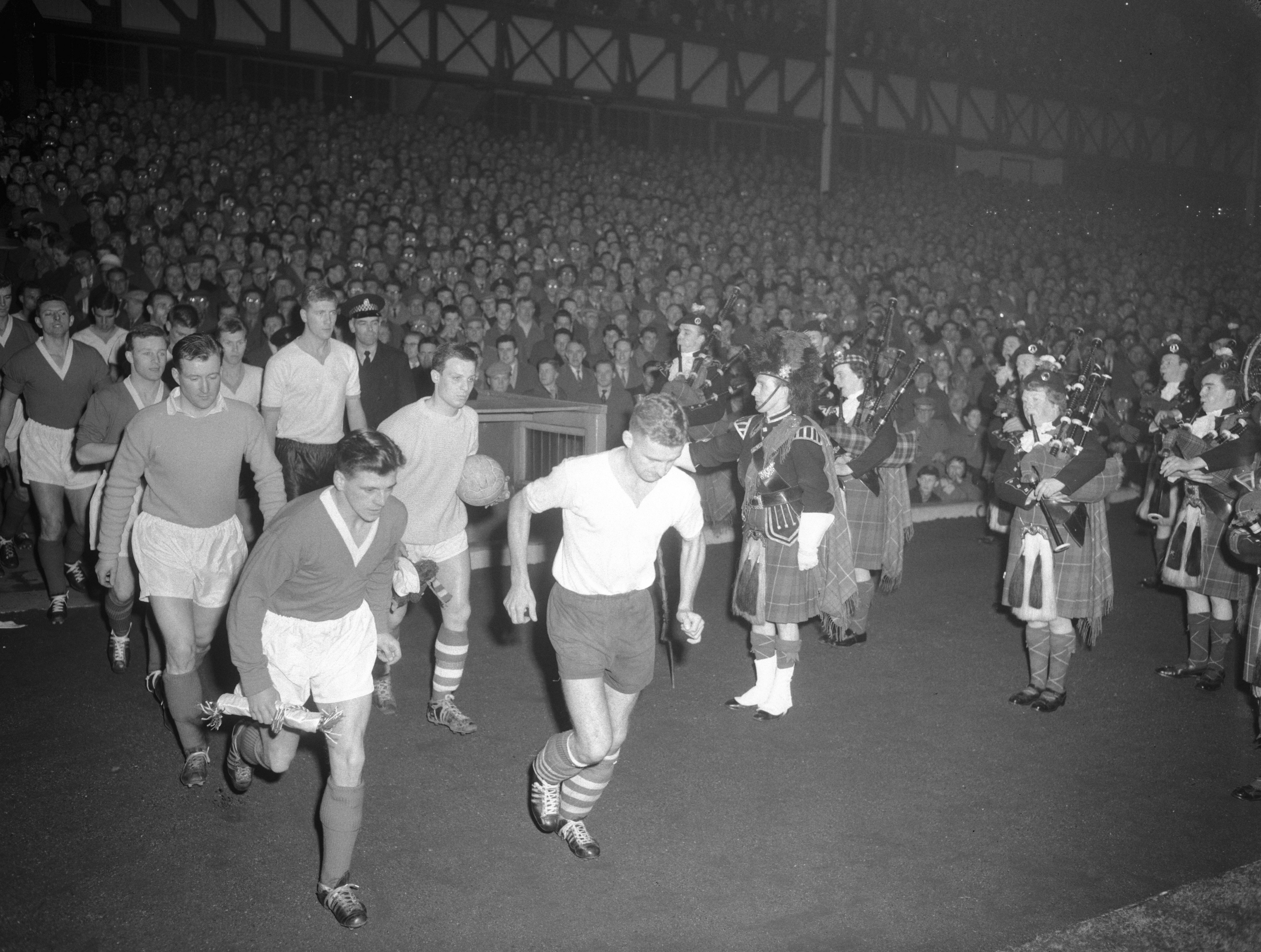
Les Rangers face au Sparta Rotterdam en 1960.

Sous Symon, l'équipe continua à dominer le football écossais en compagnie du Celtic.
Lors de la saison 1956-1957, les Rangers participent à leur première compétition européenne, la Coupe des clubs champions européens, ancêtre de l'actuelle Ligue de Champions. Ils seront éliminés dès le premier tour par l'OGC Nice (2-1, 1-2 puis 1-3 en match d'appui). Ils connaîtront plus de succès en 1960 avec une qualification pour les demi-finales (lourde défaite 1-6, 3-6 face à l'Eintracht Francfort).
Lors de la saison 1963-1964, les Rangers réalisent une nouvelle fois le triplé domestique, pour la seconde fois de leur histoire.
Durant cette période, Symon décide de promouvoir en équipe première celui qui est encore à ce jour considéré comme le plus grand défenseur de l'histoire du club et l'un des plus grands défenseurs de l'histoire du football écossais. Capitaine du club, John Greig disputera 498 rencontres (un record) avec les Gers durant 17 saisons, tout en remportant de nombreux trophées. 1961 voit la première édition de la Coupe des coupes être disputée. Les Rangers, après un beau parcours qui les voit notamment éliminer Wolverhamton ou encore Mönchengladbach atteignent pour la première fois de leur histoire une finale européenne, mais s'inclinent 4-1 sur l'ensemble des deux matchs face à la Fiorentina.
Six années plus tard, en 1967, ils échouent de nouveau en finale face au Bayern Munich.
La même année, Symon est licencié après avoir refusé de changer de fonction au sein du club.

### Le désastre d'Ibrox (1971)
La page la plus noire de l'histoire des Rangers et probablement du football écossais est lorsque, le 2 janvier 1971, l'égalisation de Colin Stein à la dernière minute face au Celtic causa un mouvement de foule dans l'une des tribunes de l'Ibrox Stadium. Soixante-six personnes trouvèrent la mort lors de cet accident qui marqua pour longtemps les mémoires des Écossais. Le choc fut d'autant plus grand que l'Ibrox avait déjà connu une catastrophe qui avait causé 26 morts lors de l'effondrement d'une tribune durant un Écosse-Angleterre de 1902. Un mémorial représentant le capitaine de l'époque John Greig sera érigé en 2001 dans le stade à l'occasion des trente ans du second désastre d'Ibrox.

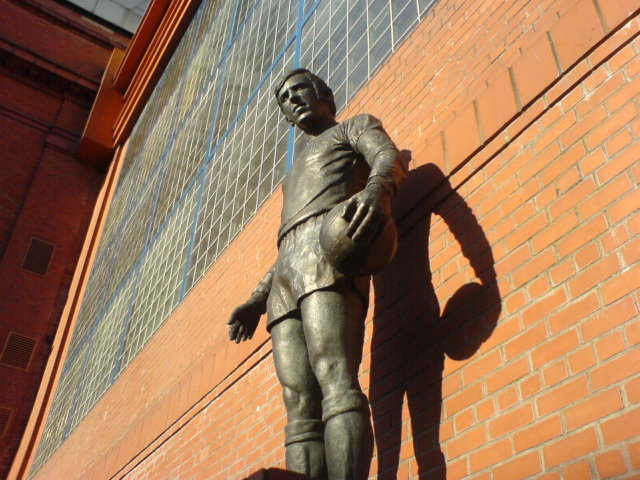
Statue de John Greig dans le mémorial du désastre d'Ibrox.

### La consécration européenne (1971-1972)
Dès l'année suivante, ils remportent la Coupe d'Europe des vainqueurs de coupe, leur seul trophée européen à ce jour, pour leur troisième finale dans cette compétition. Ils avaient été battus par la Fiorentina en 1961 (0-2, 1-2) puis par le Bayern de Munich en 1967 (1-0 après prolongation). Ce trophée historique est le bienvenu dans un club très marqué par la tragédie survenue une année et demie plus tôt et, par ailleurs, dans une période assez faible en termes de titres et de niveau de jeu. Mais l'envahissement de la pelouse du Nou Camp dès le coup de sifflet final fut sanctionné d'une interdiction d'un an de toute compétition européenne.
Le club peut s'enorgueillir d'avoir participé activement à la création de la Supercoupe de l'UEFA et d'avoir joué la première édition de cette coupe, bien que cette édition ne fut jamais considérée comme officielle,. En 1973, les Rangers cherchaient un moyen de fêter dignement le centenaire du club. L'idée retenue fut celle de William Waddell qui venait juste de quitter son poste d'entraîneur : organiser un match à l'Ibrox face à la meilleure équipe d'Europe, le grand Ajax Amsterdam du déjà mythique Johan Cruyff. L'idée trouva immédiatement un écho favorable du côté d'Amsterdam mais un journaliste du De Telegraaf proposa quelque chose de plus significatif.

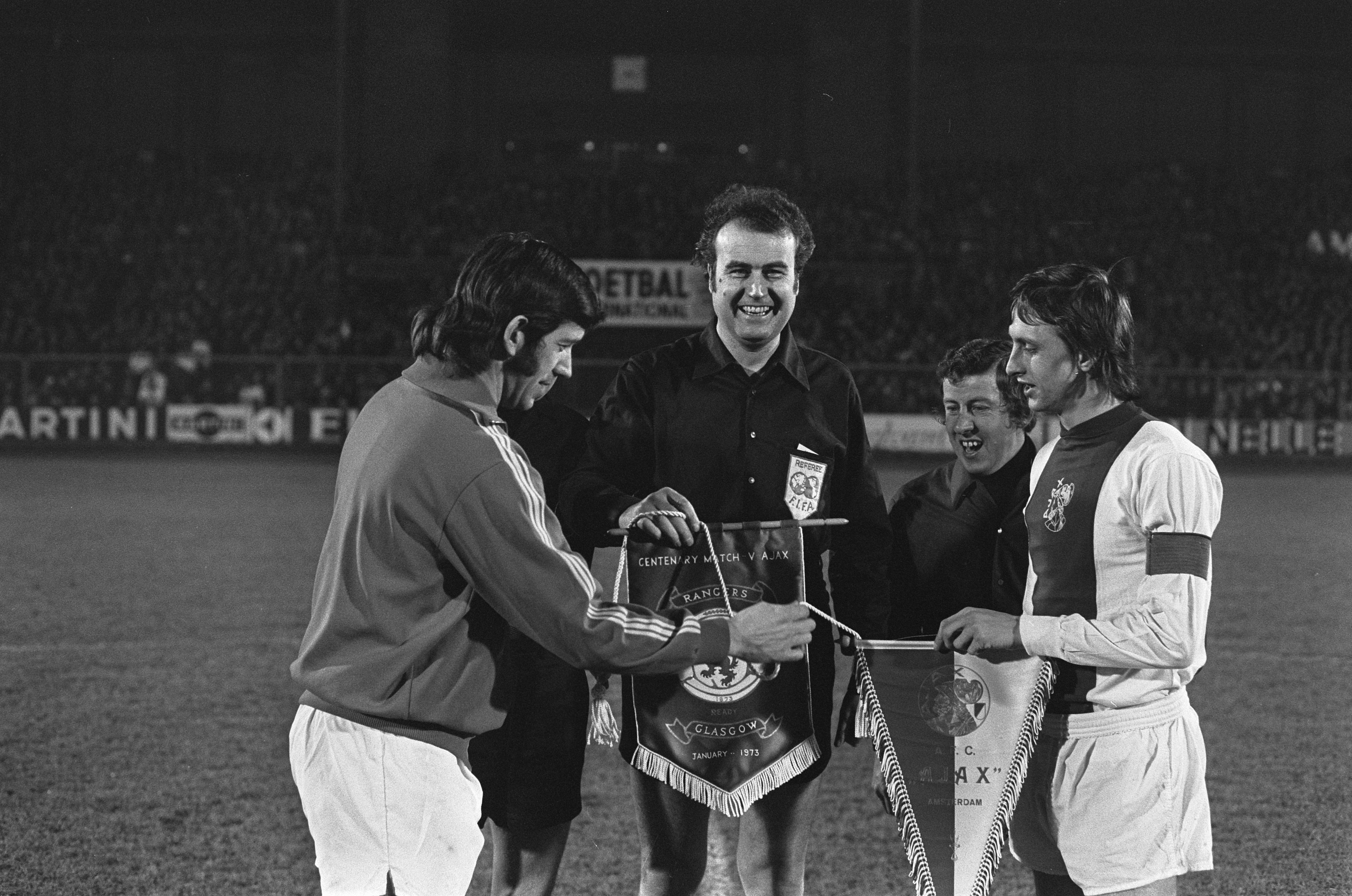
John Greig et Johan Cruyff lors de la première Supercoupe de l'UEFA en 1972.

En effet, les journalistes hollandais cherchaient une idée leur permettant de célébrer leur grande équipe et de prouver définitivement à tout le monde son statut de meilleure équipe d'Europe. Ils proposèrent donc que, puisque l'Ajax était le récent vainqueur de la C1 et les Écossais ceux de la C2, la rencontre fut nommée Supercoupe de l'UEFA. L'UEFA refusa de prendre en charge cet événement, en grande partie à cause du bannissement d'un an de toute compétition européenne que subissaient les Rangers. Cela n'arrêta ni les clubs ni De Telegraaf qui prit l'organisation en main et offrit le trophée mis en jeu. Il fut décidé que la coupe se jouerait en matchs aller-retour. Les Rangers durent s'avouer battus par plus forts qu'eux : 3-1 à l'Ibrox Stadium, puis 3-2 au stade De Meer. Mais ils avaient participé à l'histoire du football puisque l'UEFA organisa sa Supercoupe dès l'année suivante. Et ils avaient fêté leur centenaire de la plus belle des manières avec, sur l'ensemble des deux matchs, plus de 100 000 spectateurs et 9 buts marqués.

### À un point près et le déclin (1972-1986)
La fin des années 1960 et le début des années 1970, malgré un titre européen ramené du côté de l'Ibrox sont largement dominés par le Celtic. 

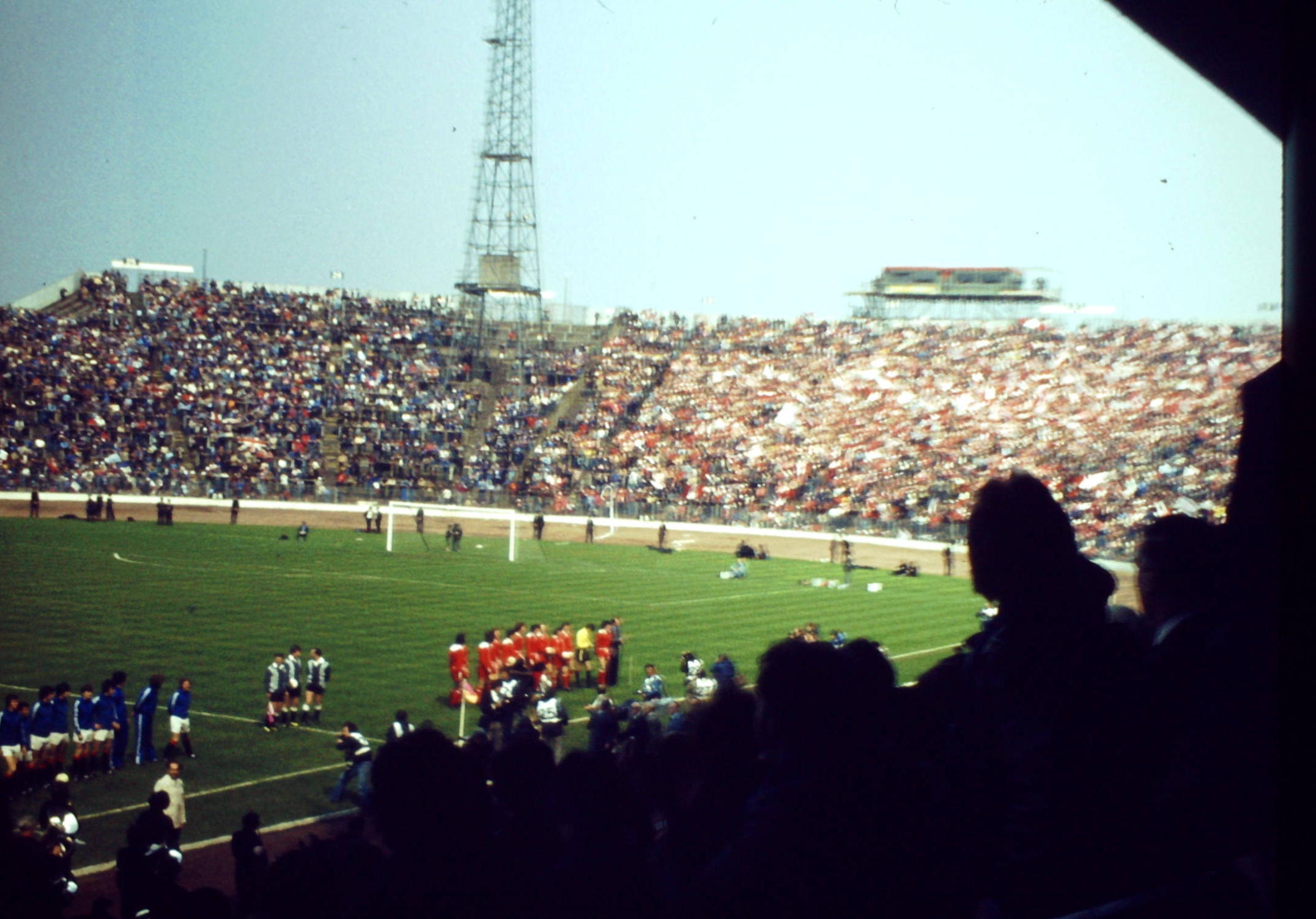
Finale de la Scottish Cup à Hampden Park face à Aberdeen en 1978.

Jock Wallace est engagé en 1972 avec l'ambition de mettre fin à cette hégémonie. Durant sa première saison, Wallace mène l'équipe à la seconde place du classement, à un point du Celtic mais parvient à remporter la Scottish Cup face aux "Bhoys", 3-2.
Ce n'est qu'en 1975 que les Rangers parviendront à de nouveau gagner le championnat, mettant ainsi fin à la série interminable de neuf sacres consécutifs de leurs rivaux.
Sous la direction de Wallace, les Rangers vont parvenir à réaliser deux fois le triplé domestique.
En 1978, Wallace quitte le club et est remplacé par l'ancien capitaine et légende vivante John Greig, avec qui les Gers ont remporté leur premier trophée européen en 1972.
Cependant, avec une équipe vieillissante, Greig ne parvient pas à faire de miracles dans l'immédiat et ne remporte aucun trophée durant sa première saison.
Au cours de son règne de cinq ans, Greig gagne toutefois deux Coupes d'Écosse et deux Coupes de la Ligue mais sera incapable de remporter le championnat, surclassé par l'éternel rival du Celtic ainsi que par l'Aberdeen de Sir Alex Ferguson.
John Greig quitte finalement le club en 1983. Il est remplacé par Jock Wallace à qui il avait succédé en 1978.
Toutefois, Wallace ne parviendra pas non plus à remettre l’équipe au sommet et les Rangers continuent à rester dans l'ombre du Celtic et d'Aberdeen. Seules deux Coupes de la Ligue viendront garnir l'armoire à trophées.
Wallace ne restera que trois saisons au club sans avoir pu réitérer le succès de son premier passage.

### Retour au sommet avec Graeme Souness et Walter Smith et "nine in a row"

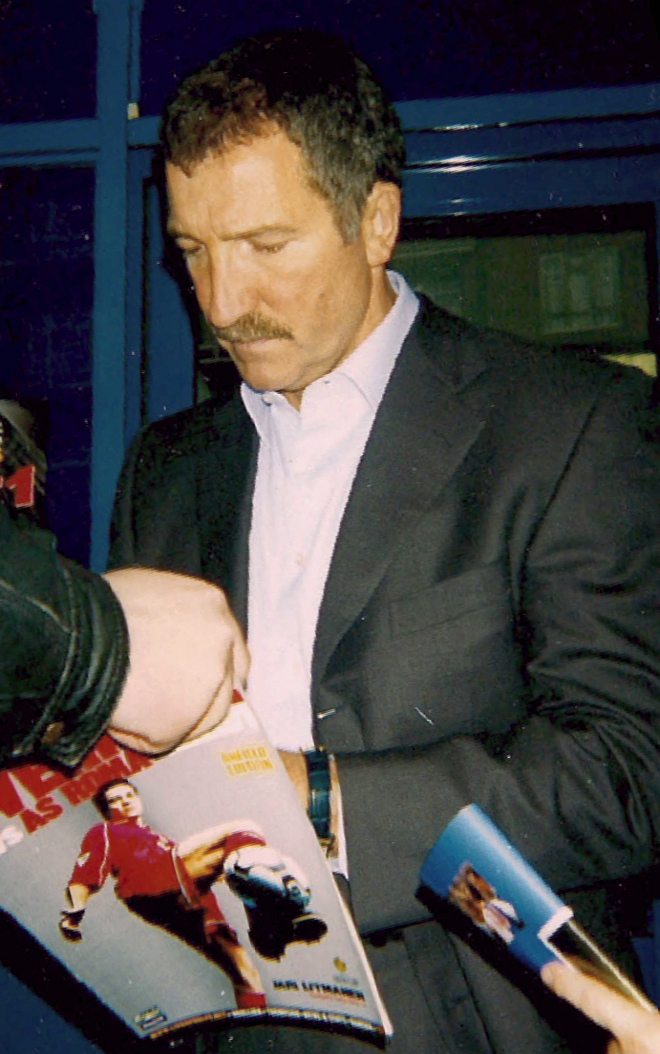
Graeme Souness, entraineur-joueur entre 1986 et 1991.

En 1986, alors qu'ils sont distancés par le Celtic, Aberdeen, voire Dundee United, les Rangers nomment Graeme Souness au poste d'entraîneur-joueur. Cette nomination marque alors le retour des pensionnaires de l'Ibrox au sommet du football écossais.
De façon surprenante, Souness parvient à remporter le championnat dès sa première saison, mettant ainsi fin à neuf années de disette.
Surtout, il installe de solides fondations et crée une ossature qui permettra au club de rester au sommet durant près d'une décennie.
En 1988, David Murray, un homme d'affaires et ami de Souness devient le nouveau propriétaire du club. Il décide d'investir massivement dans l'équipe afin de la rendre encore plus compétitive.
Des joueurs comme Ian Ferguson, Ray Wilkins, John Brown ou Richard Gough arrivent et renforcent l'équipe.
Grâce à ces nouveaux renforts et au travail de Souness, les Rangers parviennent à remporter trois championnats en 1987, 1989 et 1990.
Souness décide toutefois de quitter le club en 1991 afin de devenir l'entraîneur de Liverpool.
Il est remplacé par Walter Smith, qui, durant ses sept années à la tête de l'équipe parviendra à remporter sept fois le championnat entre 1991 et 1997 et trois fois chacune des deux coupes nationales.
La plus belle saison du club en Ligue des champions est sans conteste la saison 1992-1993 lors de laquelle il finit deuxième de la phase de groupes à un petit point de l'Olympique de Marseille (qui gagnera la compétition). La phase de groupes menant directement à la finale, cette deuxième place peut être assimilée à une place de demi-finaliste selon le format actuel. Lors de cette édition de Ligue des champions, aucune défaite ne fut concédée en 10 matchs (6 victoires et 4 nuls) avec notamment deux victoires de prestige face à Leeds United, champion d'Angleterre en titre et emmené par Éric Cantona, dans l'une des Battles of Britain qui opposent Anglais et Écossais. Plusieurs grands joueurs internationaux décident alors de rejoindre le club comme Paul Gascoigne et Brian Laudrup qui font partie des éléments ayant participé au titre de champion d'Écosse 1997. Ce titre était le neuvième consécutif pour les Gers qui égalaient ainsi le record établi par le Celtic en 1974. Seuls le buteur prolifique Ally McCoist, le capitaine Richard Gough et Ian Ferguson peuvent se targuer d'avoir participé à l'intégralité de cette série. Malgré la domination écrasante du club sur la scène nationale, les résultats décevants en Europe font monter la pression sur Smith. En 1998, il quitte le club après avoir perdu le titre en terminant à deux points du Celtic.

### Joutes de clochers (2000-2012)

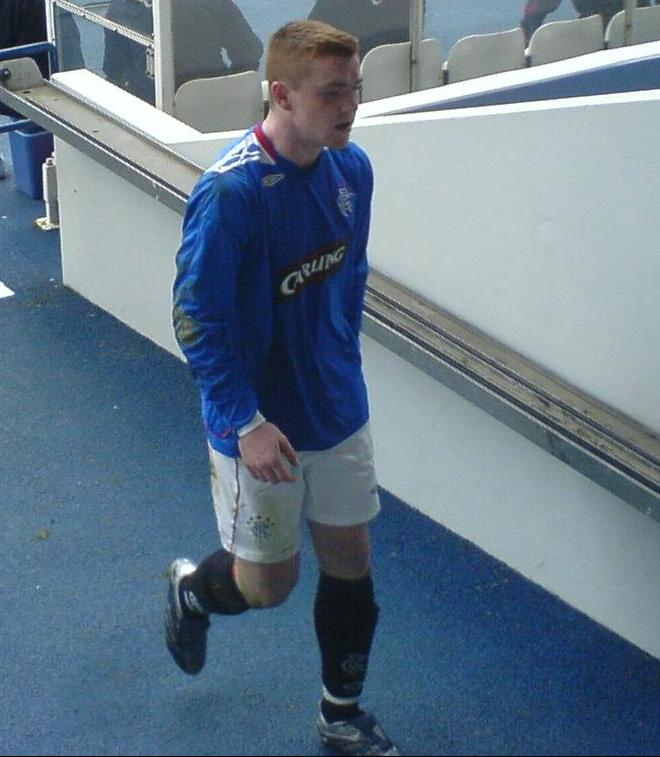
John Fleck, international écossais espoirs, portant le maillot 2006-2007 des Rangers.

En 2000, les Rangers deviennent le premier club au monde à remporter cent trophées majeurs en remportant le doublé Championnat - Coupe. Ils seront toutefois ensuite largement dominés en championnat par le Celtic FC lors des saisons 2000/01 et 2001/02, obtenant tout de même la Coupe et la Coupe de la Ligue en 2002 après l'arrivée d'Alex McLeish en remplacement de Dick Advocaat. Le club se reprend et remporte le titre en 2003 d'une courte tête grâce à la différence de buts (+73 pour les Rangers, +72 pour le Celtic). Ils obtiennent ainsi le droit de jouer avec 5 étoiles sur leur maillot en remportant leur cinquantième titre national. C'est également cette année que l'équipe emmenée par Barry Ferguson et entraînée par Alex McLeish remporta son 7e triplé Championnat - Coupe - Coupe de la Ligue (après 1949, 1964, 1976, 1978, 1993 et 1999). Ceci constitue le record mondial, devant le Floriana Football Club (Malte, 4 triplés). L'année suivante le Celtic FC s'impose encore facilement mais en 2005 les Light Blues réussissent une nouvelle fois à arracher le titre d'un souffle (93 points pour les Rangers, 92 pour le Celtic) et balayent Motherwell 5-1 en finale de la Coupe de la Ligue.

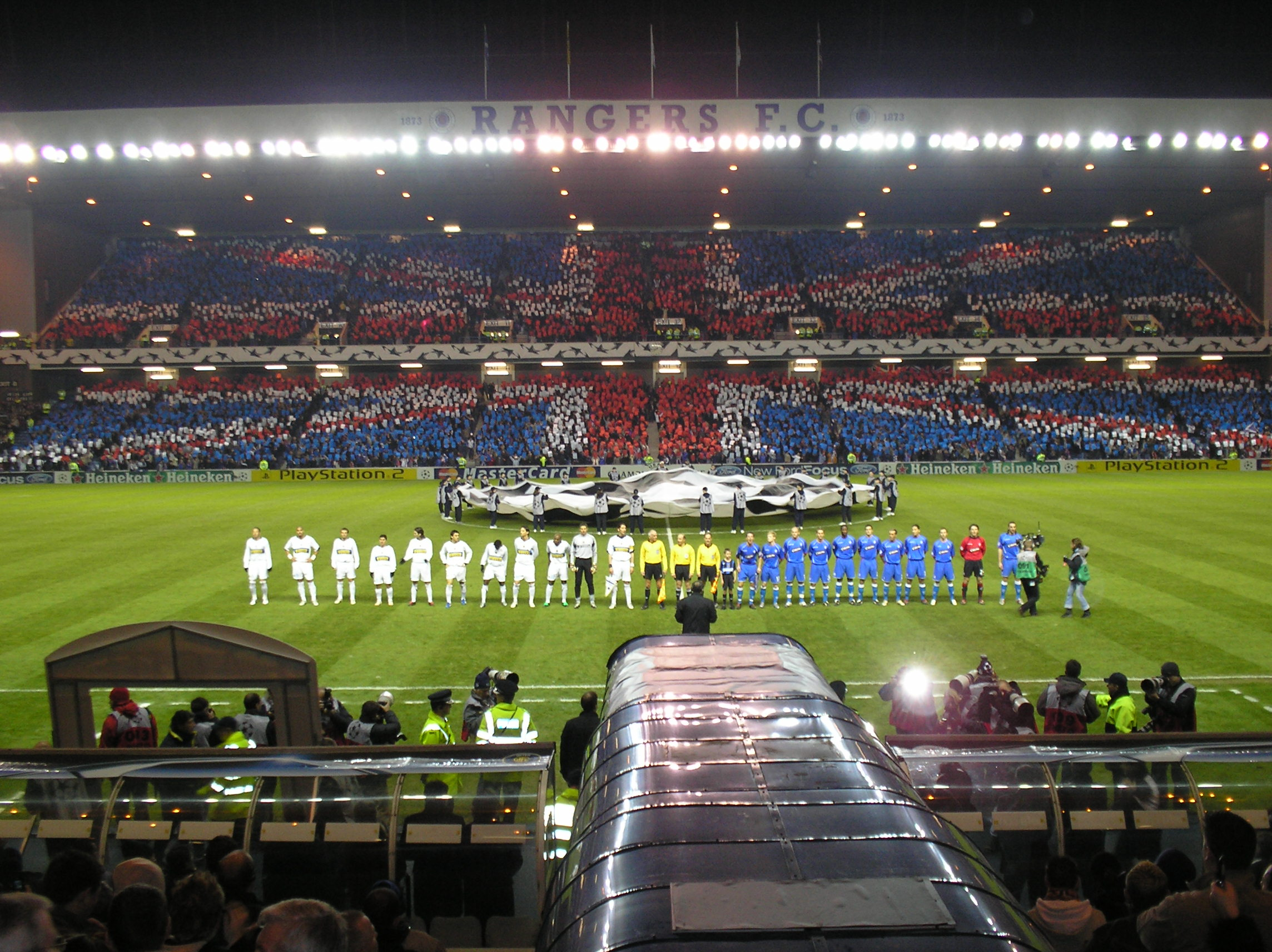
Avant match entre les Gers et l'Inter Milan en Ligue des champions en 2005.

C'est donc auréolée d'un titre acquis au forceps que l'équipe de McLeish entame la saison 2005/06. Toutefois les événements prendront un tour inattendu puisque début décembre les Rangers pointent à la cinquième place, distancés par un trio de tête constitué du Hibernian Edimbourg, du Celtic et de la surprenante équipe des Hearts qui mènent le championnat. Le limogeage d'Alex McLeish est logiquement évoqué mais les résultats en Ligue des champions (première qualification d'un club écossais pour les huitièmes de finale) poussent les dirigeants à le maintenir jusqu'à la fin de la saison. Au soir du 31 décembre, les Gers sont quatrièmes à 3 points des Hibs, 10 des Hearts et 14 du Celtic avec un match de plus que ces trois équipes.
La seconde partie de saison fut plus brillante puisque les hommes de McLeish purent se mêler à la lutte pour la deuxième place, notamment grâce à l'arrivée du jeune buteur de Kilmarnock, Kris Boyd. Ils échouèrent toutefois à un point de cette place qualificative pour la Ligue des champions, obtenant tout de même leur billet pour la Coupe de l'UEFA. Entre-temps, le huitième de finale de Ligue des champions face à Villarreal s'était achevé par une défaite avec les honneurs après deux matchs nuls (2-2 à l'Ibrox Park, 1-1 à El Madrigal).

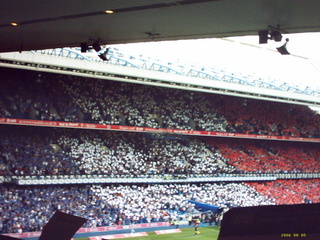
L'Ibrox Stadium à l'arrivée de Paul Le Guen.

Lors de l'été 2006, Alex McLeish est remplacé comme prévu. Paul Le Guen est choisi et devient le premier entraîneur français des Rangers. Il ne tardera pas à imposer sa patte sur le groupe en recrutant plusieurs français (Jérémy Clément, Lionel Letizi et de nombreux membres du staff), le jeune suédois Karl Svensson ainsi qu'en « pillant » l'Austria Vienne (Libor Sionko, Filip Sebo et Sasa Papac) et en résiliant les contrats des joueurs qu'il n'avait pas réussi à vendre (Marvin Andrews, Bob Malcolm et José-Karl Pierre-Fanfan). Mais les résultats ne sont pas au rendez-vous. Le Celtic, continuant sur sa forme éblouissante de la fin de saison précédente, dépose les Rangers qui doivent lutter pour la seconde place avec les habituels seconds couteaux du championnat écossais (Aberdeen, Hibernian, Hearts et Kilmarnock). Le bon parcours en UEFA ne suffira pas à faire oublier les problèmes en championnat, la défaite en League Cup face à une équipe de division inférieure, les problèmes relationnels entre le capitaine de l'équipe Barry Ferguson et Paul Le Guen ou encore les critiques des supporters concernant le choix du gardien titulaire. Les quelques mois passés à la tête des Gers se révéleront être un véritable fiasco. Le 4 janvier 2007, le club annonce le départ par consentement mutuel de Paul Le Guen et de son adjoint Yves Colleu. Paul Le Guen devient alors l'entraîneur ayant eu le règne le plus court à la tête des Rangers.

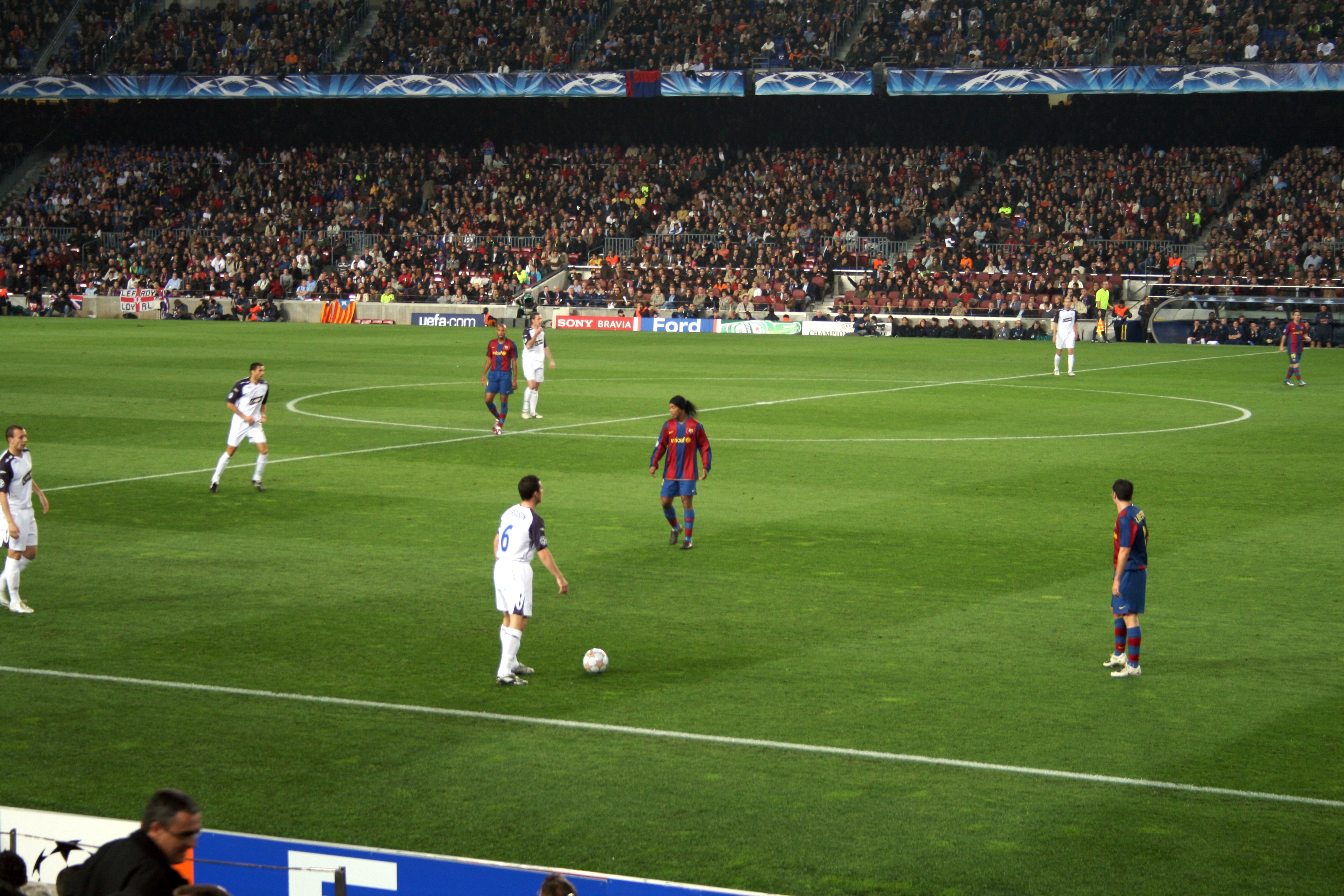
Les Rangers face au FC Barcelone lors d'un match de Ligue des champions en 2007.

Ian Durrant fait un bref intérim le temps d'une défaite en coupe face à Dunfermline. Pour pallier le départ du breton, la direction des Rangers choisit un entraîneur mythique du club, Walter Smith. Par cet acte, le club est à ce moment entré en conflit avec la Scottish Football Association, le problème résidant dans le fait que Walter Smith soit le sélectionneur national de l'équipe d'Écosse alors en lutte pour les qualifications de l'Euro 2008. La SFA menaça d'engager des poursuites contre le club et contre Walter Smith.
Smith, comme Paul Le Guen quelques mois plus tôt, marque rapidement de son empreinte l'équipe. Il veut que plus d'Écossais soient présents. La majorité des joueurs français (Jérémy Clément, Lionel Letizi et Julien Rodriguez) rentrent donc rapidement dans l'hexagone. Jérémy Clément est remplacé par Kevin Thomson tandis que la défense centrale est renforcée par l'arrivée des vétérans David Weir et Ugo Ehiogu. Les méthodes sans appel de Walter Smith portent leurs fruits puisque les Gers prennent rapidement de l'avance dans la course à la deuxième place, notamment grâce à la première victoire au Celtic Park depuis plusieurs années (1-0) et à un étrillage en règle du plus sérieux concurrent à la deuxième place, l'Aberdeen FC (3-0, triplé de Kris Boyd). Ironiquement, c'est en remportant le quatrième et dernier Old Firm de la saison (2-0, Boyd et Adam) qu'ils assureront mathématiquement la seconde place et donc leur participation à la Ligue des champions. En Coupe de l'UEFA, les Rangers s'était débarrassés en seizième de finale de l'Hapoël Tel-Aviv (1-2, 4-0) avant d'être sortis par l'Osasuna Pampelune (1-1, 0-1).

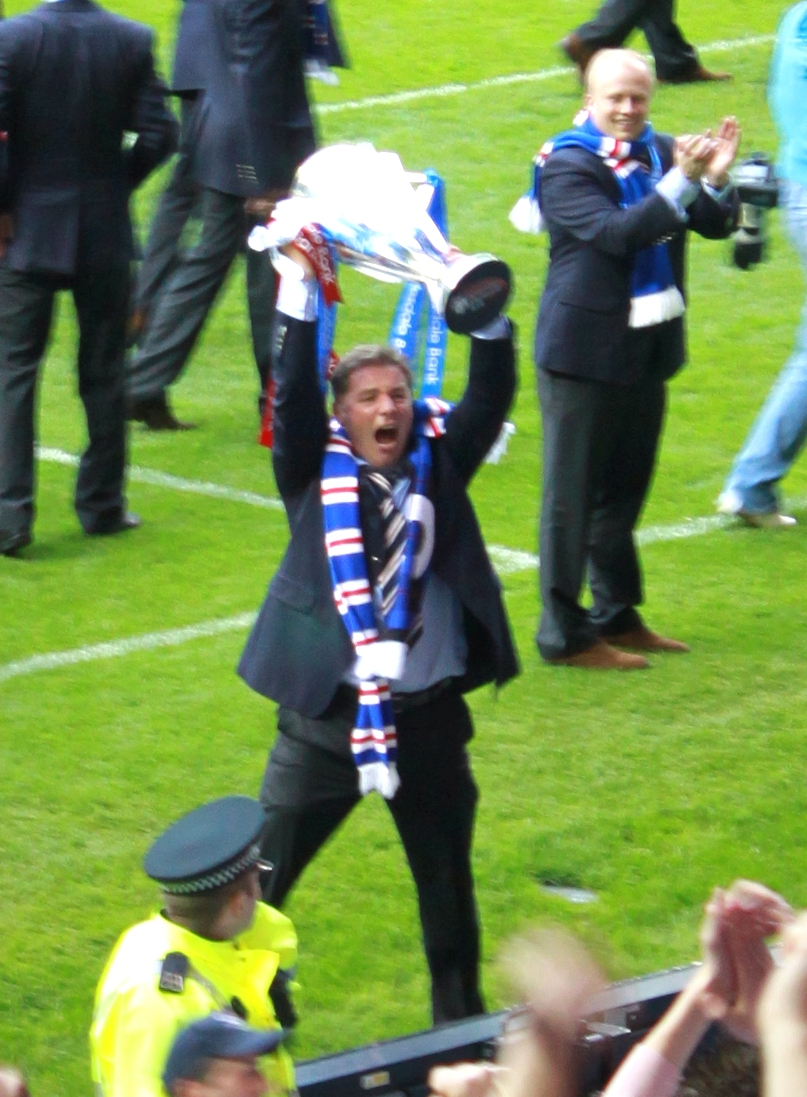
Ally McCoist, légende du club et adjoint de Walter Smith soulevant le trophée de champion d'Ecosse en 2009.

La saison suivante voit le club réaliser l'un des plus beaux parcours européens de son histoire. Qualifiés pour la phase de poules de la Ligue des champions, les Rangers terminent troisièmes de leur groupe derrière le FC Barcelone et l'Olympique lyonnais. Repéchés pour les 1/16èmes de finales de la Coupe UEFA, les Gers éliminent successivement le Panathinaïkós, le Werder Brême, le Sporting CP et enfin la Fiorentina pour disputer leur première finale européenne depuis le sacre de 1972. Les hommes de Walter Smith ont rendez-vous au City of Manchester Stadium pour y défier le Zénith Saint-Pétersbourg afin de tenter de remporter leur deuxième titre européen. Smith et ses hommes seront malheureusement défait 2-0 contre les Russes après deux buts en fin de match. Le club est incapable de répéter ce beau parcours européen durant les années suivantes mais parvient tout de même à marquer le championnat de son empreinte en remportant le titre trois saisons d'affilée, en 2009, 2010 et 2011.

### La liquidation et l'exclusion (2012)
En février 2012, le club est placé en redressement judiciaire et sanctionné de 10 points de pénalité en championnat en raison de ses problèmes financiers. Plusieurs investisseurs, dont le futur Président américain Donald Trump sont intéressés par le rachat, mais ce dernier se rétracte à la vue des mauvaises finances du club.
Le 4 juillet 2012, le club ayant accumulé plus de 160 millions d'euros de dettes selon ses administrateurs, est officiellement exclu du championnat de première division. Le 13 juillet, vingt-cinq des trente clubs de la Ligue écossaise de football votent pour la relégation du club en quatrième division.

### La reconstruction (depuis 2012)

#### 2012-2016: Remontée express dans l'élite

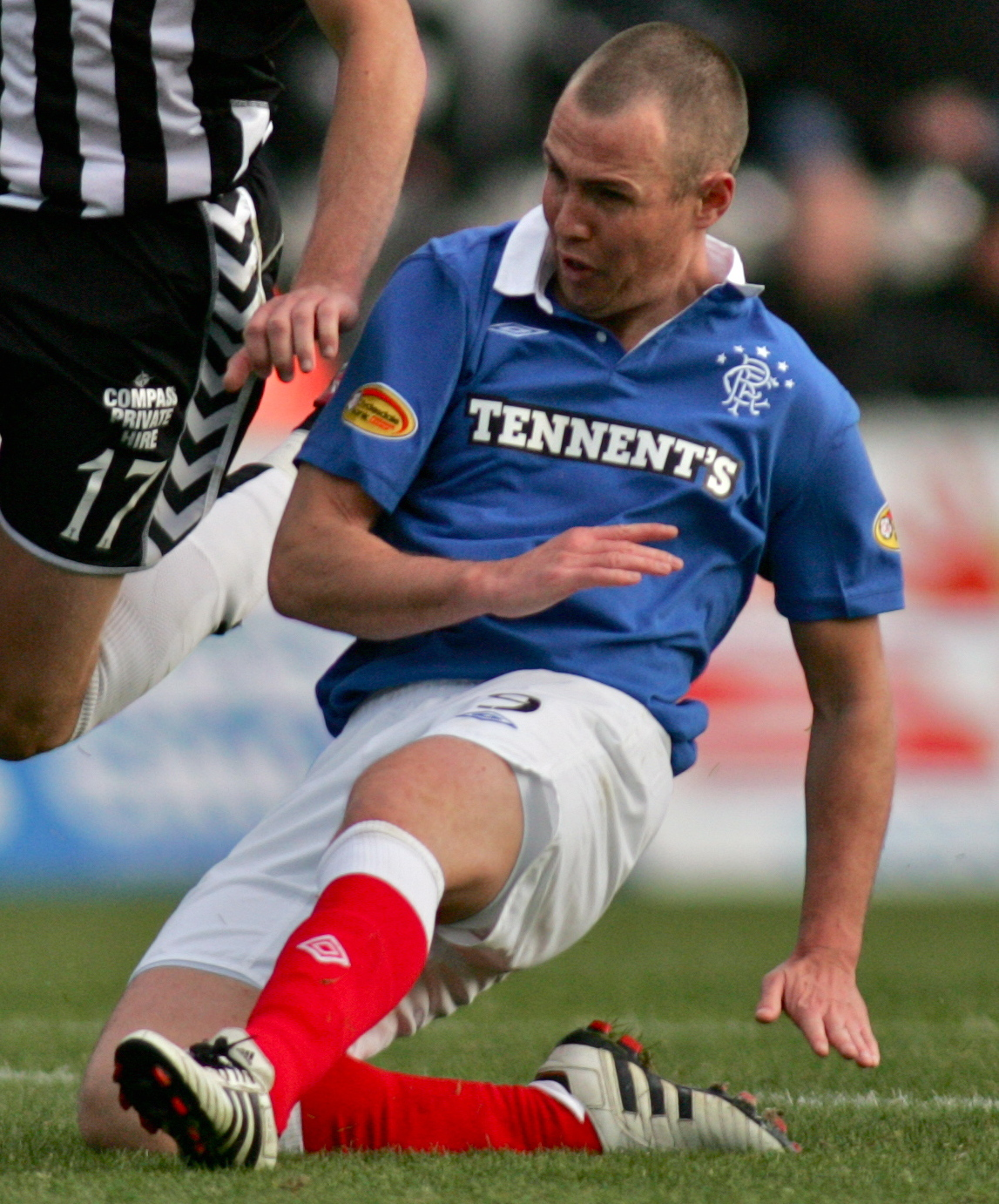
Kenny Miller revient au club en 2014 après y avoir évolué durant les années 2000.

Pour la saison 2012-2013, les Rangers reconstruisent le club à partir de presque rien en Division 4, la Scottish Football League Two. La situation est d'autant plus compliquée que le club est interdit de recruter des joueurs sous contrat jusqu'au 1er septembre 2013 et n'a pu organiser aucun match amical. L'équipe repart avec seulement trois joueurs de l'équipe première de SPL (Lee McCulloch, Lee Wallace et Neil Alexander), des joueurs dont la carrière est au point mort et qui acceptent le challenge (Sébastien Faure, Cribari, Kevin Kyle, Anéstis Argyríou), des amoureux du club venus (Kenny Miller, Dean Shiels, David Templeton, Ian Black, Francisco Sandaza) et des jeunes prometteurs du centre de formation (notamment Andrew Little, Barrie McKay, Lewis MacLeod, Fraser Aird, Ross Perry). Le début de saison est très poussif, l'équipe est en rodage et les déplacements sont périlleux. Il faut attendre le 28 octobre pour observer la première victoire en déplacement en championnat à Clyde. L'équipe est alors lancée, domine logiquement la grande majorité de ses adversaires et obtient le titre de champion dès le 30 mars, avec 21 points d'avance.
Le club commence la saison 2013-2014 en D3 mais doit encore attendre le mercato hivernal pour pouvoir acheter des joueurs. Cette année-là, les supporters suivent l'équipe en masse, que ce soit à domicile ou à l'extérieur. Le club enregistre un nouveau record mondial, le 18 août, l'Ibrox Park accueille 49 118 supporters pour un match de D3. À la fin de la saison, les Rangers accèdent à la D2. La saison 2014-2015 n'est pas celle de la remontée dans l'élite car c'est Heart of Midlothian qui domine la Scottish Championship.
Le 5 avril 2016, les Rangers sont officiellement promus en première division après une victoire face à Dumbarton (1-0) et signent leur retour après 4 ans d'absence dans l'élite.

#### 2016-: Retour en coupe d'Europe et55etitre avec Steven Gerrard

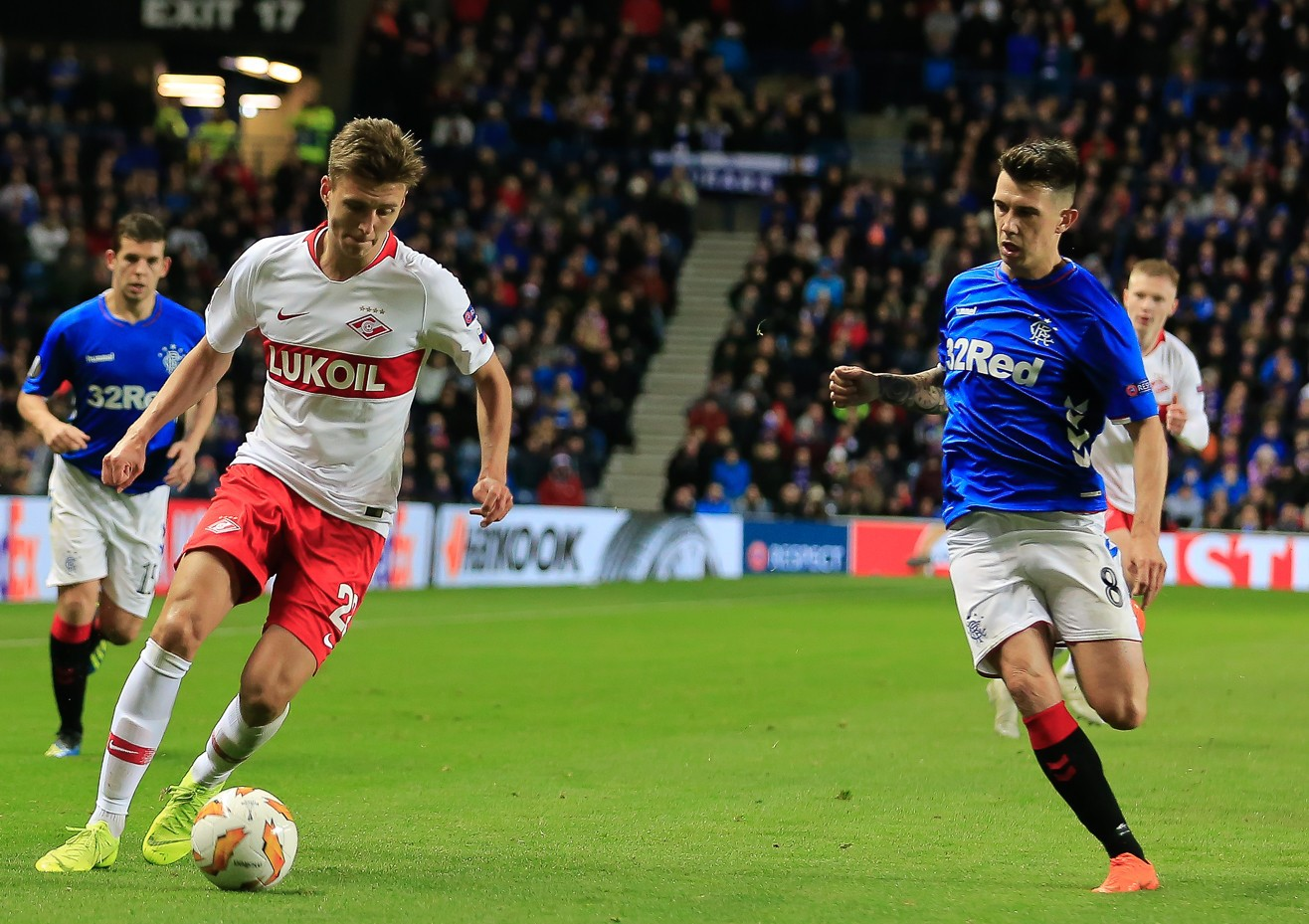
Les Rangers lors d'un match de Ligue Europa face au Spartak Moscou en 2018.

Lors de leur première saison en Scottish Premiership, les Rangers se classent troisièmes, se qualifiant ainsi pour le premier tour qualificatif de la Ligue Europa mais terminent à 39 points de leurs éternels rivaux du Celtic. Ils réitèrent cette performance lors de la saison suivante et atteignent les demi-finales des deux compétitions nationales. Toutefois, l'écart avec le Celtic semble insurmontable, tant les problèmes financiers du club ont plombé le recrutement.

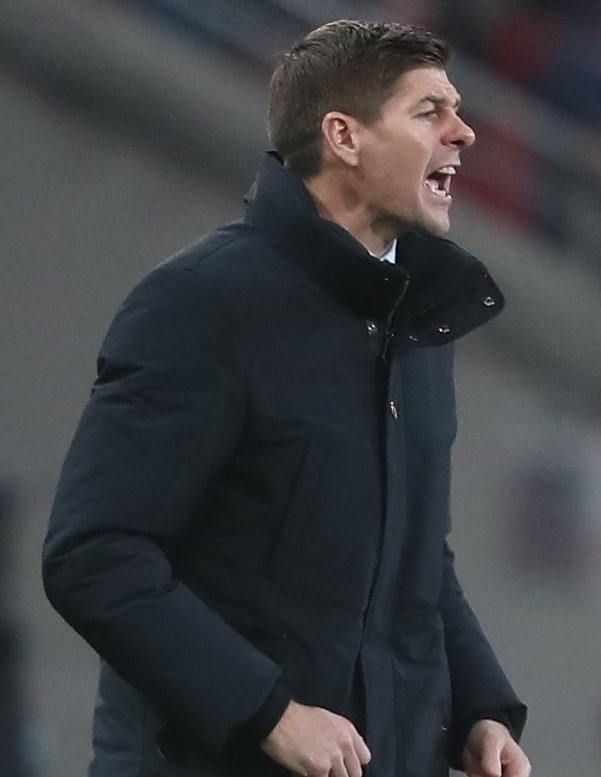
Steven Gerrard entraineur de 2018 à 2021 offre son 55ème titre de champion au club.

Conscient de la nécessité de résoudre ces problèmes, le board prend un pari osé et décide de nommer à la tête de l'équipe l'Anglais Steven Gerrard, l'un des meilleurs joueurs des années 2000.
Le premier coup de maitre de Gerrard est d'avoir réussi à qualifier son équipe pour la phase de groupes d'une compétition européenne pour la première fois depuis 2011.
Grâce à la réputation de son nouvel entraîneur, le club parvient à signer et se faire prêter plusieurs joueurs intéressants afin de rendre l'effectif plus compétitif. Allan McGregor, ancien joueur qui avait quitté le club à la suite de la liquidation en 2012 est convaincu par le projet tout comme Jon Flanagan et Scott Arfield, deux joueurs avec une forte expérience du championnat d'Angleterre.
Le 29 décembre 2018, les Rangers l'emportent face au Celtic sur le score de 1-0 grâce à un but de Ryan Jack. Cette victoire, la première des Rangers face à leur rival depuis 2012 est célébrée comme un titre.
En janvier 2019, Jermaine Defoe, que Gerrard a côtoyé en sélection, décide de rejoindre les Gers.
Finalement, après une saison où l'optimisme semble être revenu dans la partie bleue de Glasgow, Gerrard et ses hommes terminent second du championnat, à neuf points du Celtic.
La saison suivante est marquée par la Pandémie de Covid-19 qui touche sévèrement le Royaume-Uni. Seconds derrière les Bhoys au mois de mars, les Rangers se voient contraints de stopper leur saison en raison de la situation sanitaire catastrophique en Europe.

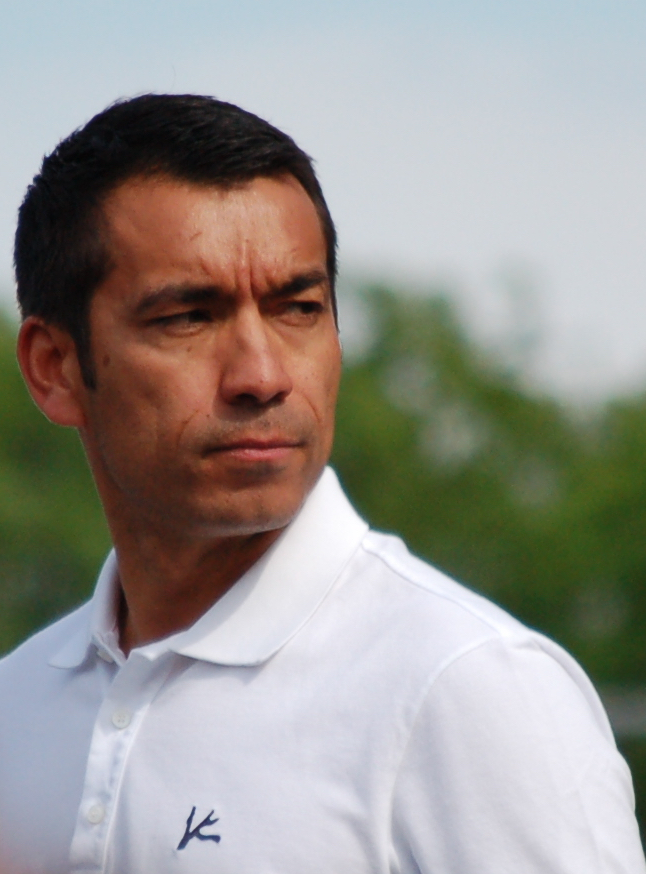
Ancien joueur du club, Giovanni van Bronckhorst était manager du club depuis novembre 2021 à 2022.

Il est annoncé quelques semaines plus tard que le championnat ne reprendrait pas, Gerrard et ses hommes terminent donc une nouvelle fois seconds, derrière leurs rivaux. Toutefois, la saison européenne du club ne prend pas fin en même temps que la saison nationale. En effet, après une pause de plusieurs mois, l'UEFA annonce la reprise des compétitions européennes pour le mois d'août 2020. Les Rangers, toujours en lice en Ligue Europa après être sortis d'un groupe compliqué comportant notamment le FC Porto et Feyenoord Rotterdam et après avoir éliminé Braga lors des seizièmes de finale se retrouvent confrontés au Bayer 04 Leverkusen. Après avoir perdu le match aller 1-3 à l'Ibrox avant l'arrivée de la pandémie, les Écossais sont une nouvelles fois battus par les Allemands sur le score de 1-0.
C'est finalement lors de la saison 2020-2021 que les Rangers réussiront à briser l'hégémonie du Celtic. Au cours d'un exercice durant laquelle tous les matchs seront joués à huis clos pour des raisons sanitaires, les Gers, réalisent une saison tout bonnement historique. Portés par leurs deux buteurs Alfredo Morelos et Kemar Roofe, par le talentueux ailier Ianis Hagi, qui finira meilleur passeur du championnat et par les performances impressionnantes de leur capitaine James Tavernier, auteur de 12 buts et 9 passes décisives, les Rangers deviennent champions d'Écosse pour la 55e fois de leur histoire et ce, sans perdre un seul match.
Le 11 novembre 2021, le club annonce que Steven Gerrard quitte Ibrox afin de devenir le nouvel entraineur d'Aston Villa et sept jours plus tard, engage le Néerlandais Giovanni van Bronckhorst (ancien joueur du club) sur le banc pour le remplacer.
Le 5 mai 2022, les Rangers se qualifient pour la deuxième finale de Ligue Europa de leur histoire après celle de 2008, ayant notamment éliminé les équipes allemandes du Borussia Dortmund et du RB Leipzig. Ils y affrontent l'autre club allemand de l'Eintracht Francfort. En finale, les Gers s'inclinent 5-4 aux tirs au but.

## Palmarès et records

### Palmarès
Les Rangers et son éternel rival, le Celtic, sont de loin les deux plus grands clubs de football écossais. Les deux clubs se partagent la bagatelle de 110 titres de champion d'Écosse et de 76 coupes d’Écosse (55 titres et 34 coupes pour les Rangers).
Les 55 titres de champion d'Écosse des Rangers font d'eux le club le plus titré au monde en matière de championnats nationaux mais également l'un des plus titré au monde en trophées remportés (118). Sur le plan continental, ils affichent 3 finales de la Coupe des vainqueurs de coupes dont une gagnée en 1972, et deux finale de Coupe de l'UEFA en 2008, perdue 2-0 face au club russe du Zenit Saint-Pétersbourg et 2022 perdue aux tirs au but face à l’Eintracht Francfort. Le Rangers FC est le club britannique ayant évolué le plus de fois en compétitions européennes avec 48 participations (saison 2008-2009 incluse) et est classé 28e (sur 207 clubs classés) à l'UEFA.
Les Rangers ont la particularité d'avoir remporté la première édition de chacune des versions de la plus haute division du championnat écossais. En effet, ils ont été champions en 1891 (première saison de la Scottish Football League), en 1976 (première saison de la Scottish Premier Division) et en 1999 (première saison de la Scottish Premier League). Ils ont également remporté la première saison suivant l'interruption due à la Seconde Guerre mondiale, en 1947.
| Compétitions nationales | Compétitions internationales | Tournois amicaux                          |
| - Championnat d'Écosse (55) : - Champion : 1891, 1899, 1900, 1901, 1902, 1911, 1912, 1913, 1918, 1920, 1921, 1923, 1924, 1925, 1927, 1928, 1929, 1930, 1931, 1933, 1934, 1935, 1937, 1939, 1947, 1949, 1950, 1953, 1956, 1957, 1959, 1961, 1963, 1964, 1975, 1976, 1978, 1987, 1989, 1990, 1991, 1992, 1993, 1994, 1995, 1996, 1997, 1999, 2000, 2003, 2005, 2009, 2010, 2011, 2021 - Coupe d'Écosse (34) : - Vainqueur : 1894, 1897, 1898, 1903, 1928, 1930, 1932, 1934, 1935, 1936, 1948, 1949, 1950, 1953, 1960, 1962, 1963, 1964, 1966, 1973, 1976, 1978, 1979, 1981, 1992, 1993, 1996, 1999, 2000, 2002, 2003, 2008, 2009, 2022 - Finaliste : 1877, 1879, 1899, 1904, 1905, 1921, 1922, 1929, 1969, 1971, 1977, 1980, 1982, 1983, 1989, 1994, 1998, 2016, 2024 - Coupe de la Ligue écossaise (28) : - Vainqueur : 1947, 1949, 1961, 1962, 1964, 1965, 1971, 1976, 1978, 1979, 1982, 1984, 1985, 1987, 1988, 1989, 1991, 1993, 1994, 1997, 1999, 2002, 2003, 2005, 2008, 2010, 2011, 2024 - Finaliste : 1952, 1958, 1966, 1967, 1983, 1990, 2009, 2020, 2023, 2025 - Scottish Challenge Cup (1): - Vainqueur : 2016 - Finaliste : 2014 - Southern League (6) : - Champion : 1940-1941, 1941-1942, 1942-1943, 1943-1944, 1944-1945, 1945-1946 - Southern League Cup (4) : - Vainqueur : 1940-1941, 1941-1942, 1942-1943, 1944-1945 - Finaliste : 1943-1944, 1945-1946 - Scottish War Emergency Cup (1) : - Vainqueur : 1940 - Summer Cup (1) : - Vainqueur : 1942 - Finaliste : 1941 et 1943 - Tennents' Sixes (2) : - Vainqueur : 1984 et 1989 - Tennent Caledonian Cup (1) : - Vainqueur : 1978 - Championnat d'Écosse de football D2 (1) : - Vainqueur : 2016 - Championnat d'Écosse de football D3 / SFL D2 (1) : - Vainqueur : 2014 - Championnat d'Écosse de football D4 / SFL D3 (1) : - Vainqueur : 2013 | - Coupe d'Europe des vainqueurs de coupe (1) : - Vainqueur : 1972 - Finaliste : 1961, 1967 - Coupe UEFA / Ligue Europa : - Finaliste : 2008, 2022 - Supercoupe d'Europe : - Finaliste: 1972 (non officiel) | - Trophée Veolia (1) : - Vainqueur : 2020 |

### Records
Club
- Plus grande affluence : 143 570 spectateurs le 27 mars 1948 face à Hibernian
- Plus grande affluence : 118 567 spectateurs le 2 janvier 1939 face au Celtic
- Plus large victoire :
  - 14-2 contre Whitehill, Coupe d'Écosse, 29 septembre 1883
  - 14-2 contre Blairgowrie, Coupe d'Écosse, 20 janvier 1934
  - 13-0 contre Possilpark, Coupe d'Écosse, 6 octobre 1877
  - 13-0 contre Uddingston, Coupe d'Écosse, 10 novembre 1877
  - 13-0 contre Kelvinside Athletic, Coupe d'Écosse, 28 septembre 1889
- Plus large victoire en championnat : 10-0 contre Hibernian, 24 décembre 1898
- Plus large victoire en championnat : 10-2 contre Raith Rovers, 16 décembre 1967
- Plus large défaite : 1-7 contre Celtic, Coupe de la Ligue, 19 octobre 1957
- Plus large défaite en championnat : 0-6 contre Dumbarton, 4 mai 1892
- À noter que le club, évoluant en 4e division écossaise pour la saison 2012-2013 bat un record mondial d'affluence pour un match de ce niveau le 18 août 2012 : 49 118 spectateurs sont venus assister au match des Rangers face à l'East Sterlingshire[31].

Joueurs
- Nombre d'apparitions (toutes compétitions) : John Greig  Écosse - 755 (1960-1978)
  - Dougie Gray a disputé 940 matchs entre 1925 et 1947 mais 385 d'entre eux étaient pendant la Seconde Guerre mondiale et sont donc considérés comme non officiels[32].
- Nombre d'apparitions en championnat : Sandy Archibald  Écosse - 513 (1917-1934)
- Meilleur buteur (toutes compétitions) : Ally McCoist  Écosse - 355 (1983-1998)
  - Jimmy Smith a marqué 381 goals entre 1929 et 1946 mais 102 d'entre eux étaient pendant la Seconde Guerre mondiale et sont donc considérés comme non officiels[32].
- Meilleur buteur en championnat : Ally McCoist  Écosse - 251 (1983-1998)
- Nombre d'apparitions en compétitions européennes : Barry Ferguson ( Écosse) - 82 (1998-2003 et 2004-2009)
- Plus grosse indemnité de transfert reçue : Alan Hutton  Écosse - 9 millions £ (2008, Tottenham Hotspur)
- Plus grosse indemnité de transfert payée : Tore André Flo  Norvège - 12,5 millions £ (2001, Chelsea)

## Joueurs et personnalités du club

### Entraîneurs
Le tableau suivant présente la liste des entraîneurs du club depuis 1899.
| Nom                      | Nationalité | Période   | Ligue | Coupe | Coupe de la Ligue | UEFA | Total |
| ------------------------ | ----------- | --------- | ----- | ----- | ----------------- | ---- | ----- |
| William Wilton (en)      | Écosse      | 1899-1921 | 8     | 1     | —                 | —    | 9     |
| Bill Struth              | Écosse      | 1921-1954 | 18    | 10    | 2                 | —    | 30    |
| Scot Symon               | Écosse      | 1954-1967 | 6     | 5     | 4                 | —    | 15    |
| David White (en)         | Écosse      | 1967-1969 | 0     | 0     | 0                 | 0    | 0     |
| William Waddell          | Écosse      | 1969-1972 | 0     | 0     | 1                 | 1    | 2     |
| Jock Wallace             | Écosse      | 1972-1978 | 3     | 3     | 2                 | 0    | 8     |
| John Greig               | Écosse      | 1978-1983 | 0     | 2     | 2                 | 0    | 4     |
| Jock Wallace             | Écosse      | 1983-1986 | 0     | 0     | 2                 | 0    | 2     |
| Graeme Souness           | Écosse      | 1986-1991 | 3     | 0     | 4                 | 0    | 7     |
| Walter Smith             | Écosse      | 1991-1998 | 7     | 3     | 3                 | 0    | 13    |
| Dick Advocaat            | Pays-Bas    | 1998-2001 | 2     | 2     | 1                 | 0    | 5     |
| Alex McLeish             | Écosse      | 2001-2006 | 2     | 2     | 3                 | 0    | 7     |
| Paul Le Guen             | France      | 2006-2007 | 0     | 0     | 0                 | 0    | 0     |
| Walter Smith             | Écosse      | 2007-2011 | 3     | 2     | 3                 | 0    | 8     |
| Ally McCoist             | Écosse      | 2011-2014 | 2     | 0     | 0                 | 0    | 2     |
| Mark Warburton           | Angleterre  | 2015-2017 | 1     | 0     | 0                 | 0    | 1     |
| Pedro Caixinha (en)      | Portugal    | 2017      | 0     | 0     | 0                 | 0    | 0     |
| Graeme Murty             | Écosse      | 2017-2018 | 0     | 0     | 0                 | 0    | 0     |
| Steven Gerrard           | Angleterre  | 2018-2021 | 1     | 0     | 0                 | 0    | 1     |
| Giovanni van Bronckhorst | Pays-Bas    | 2021-2022 | 0     | 1     | 0                 | 0    | 0     |
| Michael Beale            | Angleterre  | 2022-2023 | 0     | 0     | 0                 | 0    | 0     |
| Philippe Clement         | Belgique    | 2023-2025 | 0     | 0     | 0                 | 0    | 0     |
| Barry Ferguson           | Écosse      | 2025      | 0     | 0     | 0                 | 0    | 0     |
| Russell Martin           | Écosse      | 2025-     | 0     | 0     | 0                 | 0    | 0     |

Des périodes d'intérim ont été assurées par Willie Thornton (2 matchs en 1969), Tommy McLean (4 matchs en 1983), Ian Durrant (1 match en 2007), Graeme Murty (6 matchs en 2017), Jimmy Nicholl et Jonatan Johansson (fin de saison 2018).

### Effectif professionnel actuel
Le premier tableau liste l'effectif professionnel du Rangers FC pour la saison 2025-2026. Le second recense les prêts effectués par le club lors de cette même saison.
En grisé, les sélections de joueurs internationaux chez les jeunes mais n'ayant jamais été appelés aux échelons supérieurs une fois l'âge-limite dépassé ou les joueurs ayant pris leur retraite internationale.

### Joueurs

#### Joueurs emblématiques

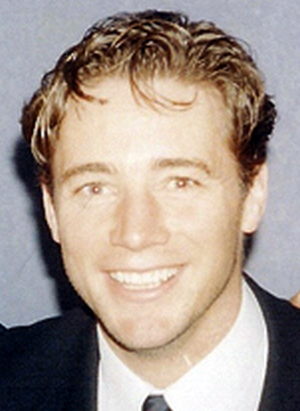
Ally McCoist est le meilleur buteur de l’histoire du club.

Créé en 2000 par le président du club à l'époque, Sir David Murray (en), il a pour but d'honorer les joueurs les plus notables ayant porté le maillot du club.
Pour y figurer, un joueur doit être choisi par un panel composé de personnalités liées au club. Ce panel était composé, à sa création, par les deux anciens joueurs John Greig et Ally McCoist (qui font d'ailleurs partie du Hall of Fame), l'historien du club David Mason, le président des associations de supporteurs, Jim Templeton et de Sir David Murray (en) lui-même.
Par ailleurs, John Greig a été élu en 1999 meilleur joueur des Rangers de tous les temps par les supporters et Andy Goram a été élu meilleur gardien du Rangers FC de tous les temps par les supporters.
Les joueurs les plus renommés hors des frontières écossaises ayant joué pour les Gers sont sans doute l'international anglais Paul Gascoigne (57 sélections) et l'international danois Brian Laudrup (75 sélections). Ils ont ensemble été les principaux artisans de deux victoires du Rangers FC en championnat, d'une victoire en coupe et d'une victoire en coupe de la Ligue, réalisant le triplé historique en 1996. Laudrup a également remporté un autre championnat d'Écosse en 1995 avant l'arrivée de Gascoigne.
Par deux fois, un joueur des Gers fut le meilleur buteur européen. C'est Ally McCoist, avec 34 buts lors des saisons 1992-1993 et 1993-1994. Meilleur buteur de l'histoire du club, McCoist est également son seul joueur à avoir été meilleur buteur de C1 avec ses 4 buts en 1987-1988 (à égalité avec 5 autres joueurs, notamment Gheorghe Hagi et Rabah Madjer).
| Rang | Nom              | Période               | App. |
| 1    | John Greig       | 1961-1978             | 755  |
| 2    | Sandy Jardine    | 1964-1982             | 674  |
| 3    | Ally McCoist     | 1983-1998             | 581  |
| 4    | Sandy Archibald  | 1917-1934             | 580  |
| 5    | David Meiklejohn | 1919-1936             | 563  |
| 6    | Dougie Gray      | 1925-1947             | 555  |
| 7    | Derek Johnstone  | 1970-1983 / 1985-1986 | 549  |
| 8    | Davie Cooper     | 1977-1989             | 540  |
| 9    | Peter McCloy     | 1970-1986             | 535  |
| 10   | Ian McColl       | 1945-1960             | 526  |

| Rang | Nom             | Période               | Buts |
| 1    | Ally McCoist    | 1983-1998             | 355  |
| 2    | Bob McPhail     | 1927-1940             | 261  |
| 3    | Jimmy Smith     | 1930-1946             | 249  |
| 4    | Jimmy Fleming   | 1925-1934             | 220  |
| 5    | Derek Johnstone | 1970-1983 / 1985-1986 | 210  |
| 6    | Ralph Brand     | 1954-1965             | 206  |
| 7    | Willie Reid     | 1909-1920             | 195  |
| 8    | Willie Thornton | 1936-1954             | 194  |
| 9    | Robert Hamilton | 1897-1908             | 184  |
| 10   | Andy Cunningham | 1914-1929             | 182  |

#### Scottish Football Hall of Fame
En 2019, 31 joueurs et managers passés par les Rangers pendant leur carrière sont entrés dans le Scottish Football Hall of Fame:
- John Greig - 2004 Intronisé lors de l'inauguration
- Graeme Souness - 2004 Intronisé lors de l'inauguration
- Alex Ferguson - 2004 Intronisé lors de l'inauguration
- Jim Baxter - 2004 Intronisé lors de l'inauguration
- Willie Woodburn - 2004 Intronisé lors de l'inauguration
- Alex McLeish - 2005 Intronisé
- Willie Waddell - 2005 Intronisé
- George Young - 2005 Intronisé
- Alan Morton - 2005 Intronisé
- Davie Cooper - 2006 Intronisé
- Brian Laudrup - 2006 Intronisé
- Sandy Jardine - 2006 Intronisé
- Willie Henderson - 2006 Intronisé
- Richard Gough - 2006 Intronisé
- Walter Smith - 2007 Intronisé
- Ally McCoist - 2007 Intronisé
- Eric Caldow - 2007 Intronisé
- Derek Johnstone - 2008 Intronisé
- Bill Struth - 2008 Intronisé
- David Meiklejohn - 2009 Intronisé
- Mo Johnston - 2009 Intronisé
- Andy Goram - 2010 Intronisé
- Robert Smyth McColl - 2011 Intronisé
- Terry Butcher - 2011 Intronisé
- Bob McPhail - 2012 Intronisé
- Scot Symon - 2013 Intronisé
- Davie Wilson - 2014 Intronisé
- Bobby Brown - 2015 Intronisé
- Jock Wallace - 2016 Intronisé
- Archie Knox - 2018 Intronisé
- Ian McMillan - 2018 Intronisé
- Tommy McLean - 2019 Intronisé
- Colin Stein - 2019 Intronisé

#### Scottish Football Roll of Honor
Le tableau d'honneur de l'équipe d'Écosse de football récompense les joueurs qui ont reçu 50 sélections internationales ou plus pour l'Écosse. Neuf joueurs des Rangers ont font partie:
- David Weir - Intronisé en 2006, 69 capes
- Kenny Miller - Intronisé en 2010, 69 capes
- Christian Dailly - Intronisé en 2003, 67 capes
- Richard Gough - Intronisé en 1990, 61 capes
- Ally McCoist - Intronisé en 1996, 61 capes
- George Young - Intronisé en 1956, 54 capes
- Graeme Souness - Intronisé en 1985, 54 capes
- Colin Hendry - Intronisé en 2001, 51 capes
- Steven Naismith - Intronisé en 2019, 51 capes
- Alan Hutton - Intronisé en 2016, 50 capes

#### Scottish Sports Hall of Fame
Dans le Scottish Sports Hall of Fame, 3 joueurs des Rangers ont été sélectionnés :
- Jim Baxter - intronisé en 2002
- John Greig - intronisé en 2002
- Ally McCoist - intronisé en 2007

#### Capitaines
| Nom              | Période                         |
| ---------------- | ------------------------------- |
| Tom Vallance     | 1876-1882                       |
| David Mitchell   | 1882-1894                       |
| John McPherson   | 1894-1898                       |
| Robert Hamilton  | 1898-1906                       |
| Robert Campbell  | (Quatre années entre 1906-1916) |
| Tommy Cairns     | 1916-1926                       |
| Bert Manderson   | 1926-1927                       |
| Tommy Muirhead   | 1927-1930                       |
| David Meiklejohn | 1930-1938                       |
| Jimmy Simpson    | 1938-1940                       |
| Jock Shaw        | 1940-1957                       |
| George Young     | 1953-1957                       |
| Ian McColl       | 1957-1960                       |
| Eric Caldow      | 1960-1962                       |
| Bobby Shearer    | 1962-1965                       |
| John Greig       | 1965-1978                       |
| Derek Johnstone  | 1978-1983                       |
| John McClelland  | 1983-1984                       |

| Nom              | Période      |
| ---------------- | ------------ |
| Craig Paterson   | 1984-1986    |
| Terry Butcher    | 1986-1990    |
| Richard Gough    | 1990-1997    |
| Richard Gough    | 1997-1998    |
| Brian Laudrup    | 1997         |
| Lorenzo Amoruso  | 1998-2000    |
| Barry Ferguson   | 2000-2003    |
| Barry Ferguson   | 2005-2007    |
| Barry Ferguson   | 2007-2009    |
| Craig Moore      | 2003-2004    |
| Stefan Klos      | 2004-2005    |
| Gavin Rae        | 2007         |
| David Weir       | 2009-2012    |
| Steven Davis     | 2012         |
| Carlos Bocanegra | 2012         |
| Lee McCulloch    | 2012-2015    |
| Lee Wallace      | 2015–2018    |
| James Tavernier  | 2018-Présent |

#### Meilleure équipe de l'histoire du club (1999)
| Goram Greig Butcher Gough Jardine Cooper Baxter Gascoigne Laudrup Hateley McCoist |
| La « meilleure équipe des Rangers ».                                              |

- Andy Goram
- John Greig – élu comme le meilleur Ranger
- Terry Butcher
- Richard Gough
- Sandy Jardine
- Davie Cooper
- Jim Baxter – élu comme le 3e meilleur Ranger
- Paul Gascoigne
- Brian Laudrup – élu comme le 2e meilleur Ranger étranger
- Mark Hateley
- Ally McCoist – élu comme le 2e meilleur Ranger

## Identité du club

### Logos

1991-2020
Depuis 2020
Logo des 150 ans (2022-2023)

## Installations et formation
Le stade des Rangers est l'Ibrox Stadium depuis les origines du club et est sa propriété. Ce stade d'environ 50 987 places est le seul stade écossais avec l'Hampden Park (et l'un des douze en Europe) à avoir obtenu le label « stade 5 étoiles » décerné par l'UEFA, remplacé depuis 2004 par la catégorie 4. Lieu de deux catastrophes meurtrières en 1902 et 1971 mais également de certaines des plus grandes pages du football écossais, l'Ibrox est l'un des stades les plus mythiques de Grande-Bretagne. L'affluence record du club est de 118 567 spectateurs, le 2 janvier 1939 contre le Celtic Glasgow.

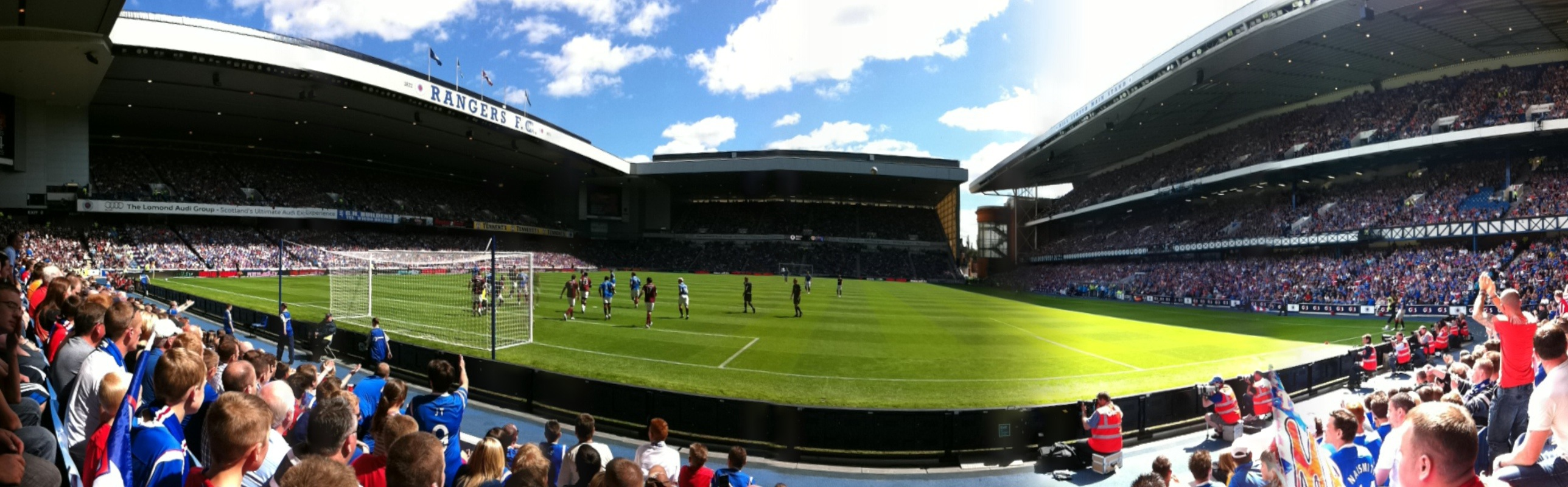
Vue panoramique de l’Ibrox Stadium en 2011.

Depuis la création du complexe de Murray Park, achevé en 2001 sous l'impulsion de l'entraîneur Dick Advocaat, le club a intensifié son programme de formation de jeunes joueurs. En effet, ce complexe qui possède neuf terrains de football et une série d'équipements high-tech est l'un des centres de formation les mieux dotés du monde. Environ 150 jeunes joueurs y développent leurs talents et l'équipe première commence à bénéficier de ce programme avec l'arrivée en équipe première de Chris Burke, Alan Hutton, Steven Smith ou encore Charlie Adam. La sélection nationale commence également à se trouver composée de plusieurs joueurs issus du centre de formation des Gers.

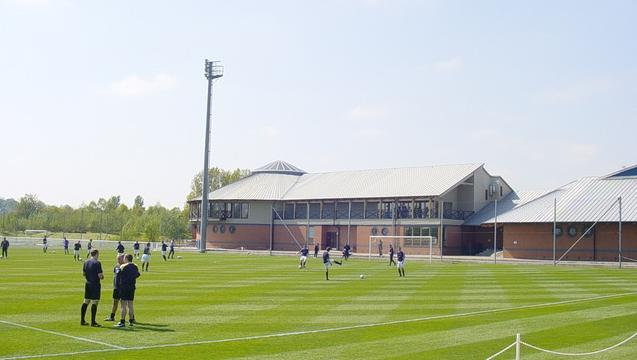
Joueurs à l'échauffement à Murray Park.

L'équipe des moins de 19 ans a récemment prouvé sa valeur en remportant la coupe d'Écosse des jeunes 2007 grâce à une victoire 5-0 sur leurs rivaux du Celtic FC à Hampden Park. Les équipes nationales de juniors écossais piochent régulièrement dans le vivier de Murray Park.
Le complexe de Murray Park sert également de centre d'entrainement à l'équipe première et a abrité l'équipe nationale d'Écosse à plusieurs reprises ainsi que l'équipe nationale de Corée du Sud lors de sa préparation pour la Coupe du monde 2006.
L'équipe des moins de 19 ans dispute ses matchs à Murray Park tandis que l'équipe réserve, elle aussi largement composée de jeunes du club, joue au stade de Clyde, le Broadwood Stadium.

## Culture populaire

### Rivalités

#### Old Firm

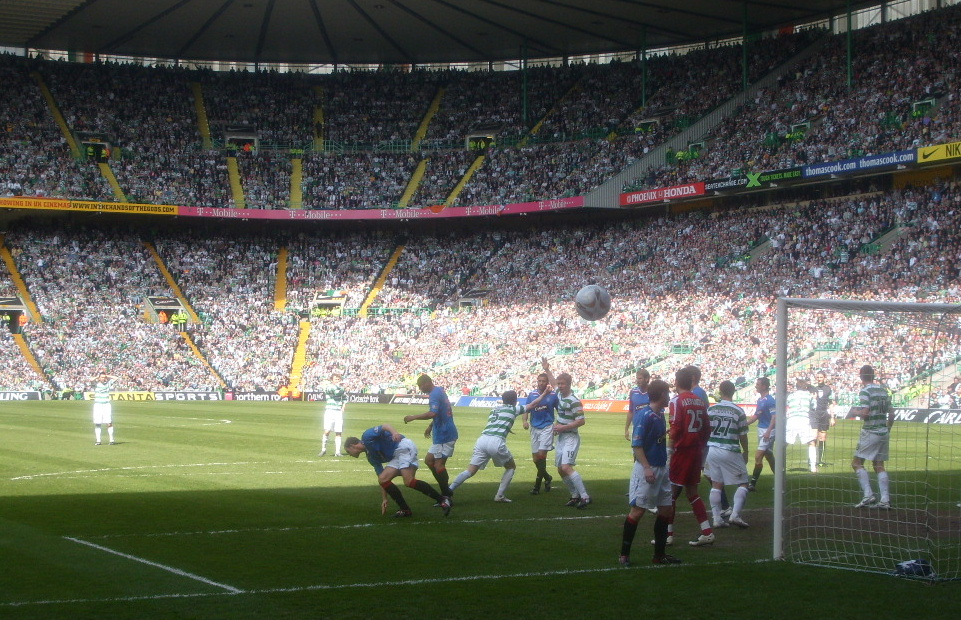
Les Rangers en déplacement au Celtic Park à l'occasion d'un Old Firm.

Le principal rival historique des Rangers est le Celtic, l'autre géant du football écossais. L'origine du terme Old Firm est incertaine mais trois explications sont généralement acceptées. D'une part, il aurait été tiré d'un article de presse relatant la première confrontation entre le Celtic et les Rangers, qui était par ailleurs le premier match du Celtic. Dans cet article, on pouvait lire que l'ambiance sur le terrain semblait à ce point détendue que l'on aurait pu imaginer que les joueurs étaient de vieux amis (old firm friends).D'autre part, une autre explication possible du terme est qu'il aurait été utilisé pour décrire les bénéfices financiers issus de cette rivalité, sous-entendant qu'ils l'entretenaient de manière volontaire pour augmenter leurs résultats comptables. Enfin, selon la troisième explication, l'expression a été créée après une finale de coupe opposant Celtic FC et Hibernian FC. On affirmait alors que les Rangers avaient prêté un gardien au Celtic qui n'en avait aucun de disponible pour ce match.
La première rencontre entre les deux équipes remonte au mois de mai 1888 et vit la victoire du Celtic 5-2 face aux Gers. Si au départ, les relations entre les deux clubs étaient plutôt amicales, l'intensité autour de ce derby commença à augmenter lorsque les performances sportives du Celtic commencèrent à s'améliorer. De plus, le Rangers FC est, depuis sa création, profondément ancré dans la population protestante et fidèle à la couronne d'Angleterre de Glasgow, contrairement au Celtic, traditionnellement supporté par les catholiques et proche de la communauté irlandaise. Cette rivalité sportive entre les deux clubs de Glasgow a donc également rapidement pris un tour communautaire et religieux. C'est finalement dans le courant des années 1910 que la rivalité prit une tout autre dimension lorsque l'Irlande commence à avoir des velléités d'indépendance. La rivalité sportive couplée aux contextes sportifs et religieux contribua à faire de ce derby l'un des plus intenses et passionnés au monde. Les deux clubs exercent une domination sans partage sur le football écossais en ayant notamment remporté à eux deux 109 championnats d'Ecosse.

#### Original Glasgow derby
Durant ses premières années, le principal rival des Rangers était le Queen's Park, un autre club de la ville de Glasgow. Le nom de la rencontre entre les deux clubs est d'ailleurs surnommée The original Glasgow derby. Le premier match entre les deux équipes remonte à 1875, à l'occasion d'un match de charité pour les victimes d'un incendie. Toutefois, l'émergence du Celtic à la fin du XIXe siècle ainsi que le déclin progressif du Queen's Park ont atténué l'antagonisme entre les deux équipes dont la dernière rencontre en première division remonte à la saison 1957-1958.
Récemment, la relégation du Rangers FC en quatrième division écossaise lui donna l'occasion de retrouver son ancien rival. Leur rencontre le 20 octobre 2012 fut jouée devant 49 463 supporters à Ibrox Stadium, ce qui constitue un record mondial d'affluence pour un match de division 3.
Au total, les deux clubs se sont rencontrés 107 fois pour 79 triomphes des Rangers, 11 du Queen's Park et 17 matches nuls.

### Supporters

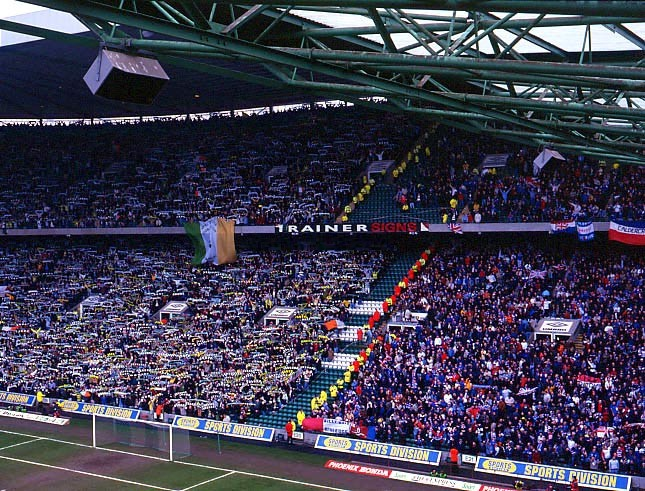
Les supporters des Rangers et du Celtic avant un Old Firm.

L'Ibrox Stadium résonnait souvent du chant Billy Boys, clairement anti-catholique, et la venue du 1er joueur noir (Mark Walters en 1988) et du 1er joueur à avoir joué pour le Celtic (Mo Johnston, l'année suivante, 101 ans après le 1er Old Firm) provoquèrent de graves troubles parmi les supporters des Rangers.

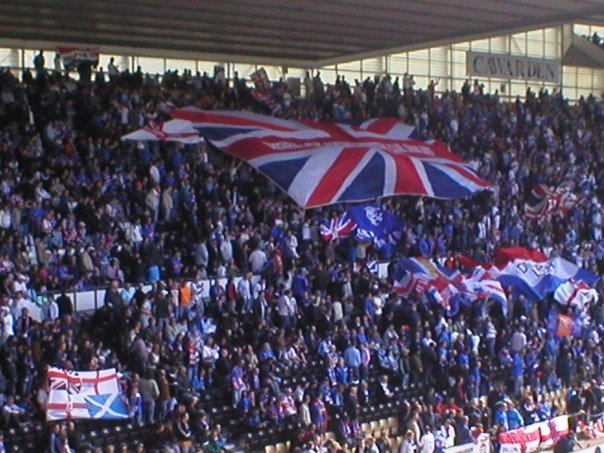
Les supporters des Rangers avec le drapeau britannique.

La situation devint ensuite plus calme. Les instances dirigeantes du club ainsi que les associations de supporters œuvrent depuis quelques années pour calmer les tensions et canaliser les fans. En 2006, une sanction de l'UEFA à la suite de la conduite d'une partie des supporters face au Villarreal CF a poussé les Rangers à un contrôle plus accru du comportement de leurs supporters, notamment en bannissant le chant Billy Boys pourtant mis hors de cause par les instances européennes. Le problème est aujourd'hui largement résorbé même si des troubles demeurent.
Outre ces problèmes communautaires et religieux, les fans des Rangers se sont également parfois fait remarquer par leur excès d'enthousiasme. L'événement le plus marquant est l'envahissement du Camp Nou en 1972 lors de la victoire de l'équipe en Coupe d'Europe des vainqueurs de coupe, sanctionné par l'UEFA d'une interdiction de deux ans de toute compétition européenne (réduite à un an en appel).
Le public de l'Ibrox Stadium est certes un public turbulent, mais il fait également partie des plus fidèles d'Europe. En effet, les 50 000 sièges du stade sont remplis pour la plupart des matchs de championnat avec un taux de remplissage dépassant chaque année les 95 % (ce taux est plus faible pour les matchs de coupe et les rencontres européennes). L'ambiance qui y règne est réputée partout en Europe.
Les Rangers sont l'un des clubs les mieux soutenus en Europe, l’assistance moyenne pour la saison 2013-14 étant la 25e de la ligue à domicile[pas clair]. Le site Web du club regroupe plus de 150 clubs de supporters en Grande-Bretagne et en Irlande du Nord, avec 95 autres clubs répartis dans plus de 20 pays à travers le monde. L'un des clubs de football les plus populaires de Hong Kong, Hong Kong Rangers F.C., a été mis en place par un fan expatrié.
Les fans des Rangers ont contribué à plusieurs records d'assistance, y compris la fréquentation à domicile la plus élevée pour un match de la ligue, 118 567, le 2 janvier 1939. Les Rangers ont enregistré la plus grand présence à l'encontre de Hibernian le 27 mars 1948 dans la demi-finale de la coupe écossaise à Hampden Park. Les Rangers ont battu Hibernian 1-0 devant une foule de 143 570 spectateurs.
En 2008, jusqu'à 200 000 supporters de Rangers, pour beaucoup sans billets de match, sont allés à Manchester pour la finale de la Coupe de l'UEFA. Bien que la plupart des supporters se comportent impeccablement, des fans de Rangers ont été impliqués dans de sérieux problèmes et des émeutes. Une minorité de fans se sont éparpillés dans le centre-ville, se heurtent violemment à la police et ont endommagé des biens, ce qui a entraîné l'arrestation de 42 personnes pour diverses infractions.
Affluence à l'Ibrox Stadium pour les matchs de championnat du Rangers FC :
| Saison    | Moyenne | Maximum | Face à              |
| 1998/1999 | 49 094  | 50 059  | Celtic              |
| 1999/2000 | 48 116  | 50 063  | Heart of Midlothian |
| 2000/2001 | 47 532  | 50 083  | Celtic              |
| 2001/2002 | 47 879  | 50 215  | Celtic              |
| 2002/2003 | 48 814  | 49 874  | Celtic              |
| 2003/2004 | 48 992  | 49 962  | Aberdeen            |
| 2004/2005 | 48 876  | 50 143  | Hibernian           |
| 2005/2006 | 49 245  | 49 792  | Heart of Midlothian |
| 2006/2007 | 49 955  | 50 488  | Aberdeen            |
| 2007/2008 | 49 143  | 50 440  | Hibernian           |
| 2008/2009 | 49 534  | 50 403  | Celtic              |
| 2009/2010 | 47 564  | 50 321  | Motherwell          |
| 2010/2011 | 45 305  | 50 248  | Celtic              |
| 2011/2012 | 46 324  | 50 268  | Kilmarnock          |
| 2012/2013 | 45 744  | 50 048  | Berwick Rangers     |
| 2013/2014 | 43 113  | 45 227  | Ayr United          |
| 2014/2015 | 30 968  | 50 421  | Heart of Midlothian |
| 2015/2016 | 45 325  | 50 349  | Alloa Athletic      |
| 2016/2017 | 48 893  | 50 126  | Celtic              |
| 2017/2018 | 49 207  | 50 215  | Celtic              |
| 2018/2019 | 49 564  | 50 130  | Celtic              |
| 2019/2020 | 49 238  | 50 012  | Aberdeen            |
| 2020/2021 | -       | -       | -                   |